# 버클리 음악 대학
버클리 음악 대학(Berklee College of Music)은 1945년 미국 매사추세츠주 보스턴에 설립된 세계 최대의 현대음악대학교이다. 재즈 음악 교육으로 잘 알려져 있지만 그 밖에도 보사노바, 라틴 음악, 블루그래스, 레게, 전자 음악, 영화 음악 등의 다양한 음악 장르를 공부할 수 있다.
버클리 음악 대학은 세계에서 그래미상 수상자를 가장 많이 배출한 대학교이다. 현재까지 170명의 버클리음대 출신 음악가들이 총 311개의 그래미상과 108개의 라틴 그래미상을 수상했다. 또한 버클리음대는 25명의 에미상 수상자, 5명의 토니상 수상자, 1명의 새턴상 수상자, 5명의 아카데미상 수상자들을 배출했다.
2012년부터 스페인의 발렌시아에서도 캠퍼스를 운영해오고 있으며 2015년 12월에 보스턴 컨서버토리와 합병하였다. 합병된뒤 두 학교는 버클리(Berklee)라는 공식 이름을 사용하게 되었고 보스턴 컨서버토리는 보스턴 컨서버토리 앳 버클리(Boston Conservatory at Berklee)라는 이름으로 개명되었다. 2021년 9월에 뉴욕 캠퍼스 버클리NYC(BerkleeNYC)를 개교하였다.

## 명칭의 혼동
버클리 음악 대학은 미국 캘리포니아주 버클리에 위치해 있는 캘리포니아 대학교 버클리(University of California, Berkeley, UC 버클리)와는 관계가 없다. 버클리 음악 대학은 미국 매사추세츠주 보스턴에 위치해 있고, 영자로 "Berklee"로 표기한다. 미국 서부 도시 버클리에 위치한 UC 버클리의 "Berkeley"와는 표기가 다르다.

## 역사

### 쉴링거 하우스(1945~54)
버클리 음악 대학은 1945년 MIT를 졸업한 피아니스트이자 작곡가인 로렌스 버크(Lawrence Berk)에 의해 쉴링거 하우스(Schillinger House)라는 이름으로 설립되었다. 보스턴에 위치한 쉴링거 하우스는 로렌스 버크의 음악적 스승인 조셉 쉴링거(Joseph Schillinger)라는 작곡가가 개발한 쉴링거 시스템(Schillinger System)이라는 작곡 이론을 가르쳤다. 클래식 음악을 주로 가르치는 학교였으나 재즈와 광고음악도 가르쳤다고 한다. 초기의 대부분의 학생들은 직업이 있는 성인들이었다. 세계 2차대전을 끝내고 돌아온 군인들을 포함해서 총 50여명의 학생들이 있었다. 1949년도에 약 500명의 학생들이 모였다. 1954년도에 음악 교육학과 전통 음악이론 과정을 추가하면서 로렌스 버크는 자신의 아들인 리 엘리엇 버크(Lee Eliot Berk)의 이름을 따서 학교이름을 버클리 음악 학교(Berklee School of Music)로 개명한다.

### 버클리 음악 학교(1954~70)
초창기에 로렌스 버크는 학문적인것 보다 실용적인 것을 가르칠 수 있는 직업 음악인들을 교수로 고용하였다. 학교의 가장 뛰어난 교수들은 학교의 이름이 버클리 음악 학교로 개명된 뒤에 채용되었다고 한다. 드러머 앨런 더슨(Alan Dawson)과 색소포니스트 찰리 마리아노(Charlie Mariano)는 1957년도에 버클리 음악 학교 교사가 되었다. 그 후에는 학문적으로 성취한 팻 메시니, 게리 버튼, 아리프 마르딘 등을 교수로 채용하였다.
1950년도 중반부터 학교는 국제적인 인기를 얻기 시작했다. 그 대표적인 예로 1956년도에 입학한 일본의 피아니스트 토시코 아키요시(Toshiko Akiyoshi)가 있다. 그래미상을 11차례 수상한 프로듀서인 아리프 마르딘은 튀르키예에서 이주하여 1958년도에 입학하였다. 아리프 마르딘은 졸업 후 노라 존스, 샤카 칸, 필 콜린스, 퀸, 데이비드 보위, 윌리 넬슨 등의 히트곡을 작곡한 프로듀서가 된다. 1966년도에 처음 학사 학위를 수여했다. 그 첫번째 졸업생들 중에는 심슨 가족 만화 시리즈의 작곡가인 앨프 클라우슨

### 버클리 음악 대학(1970~)

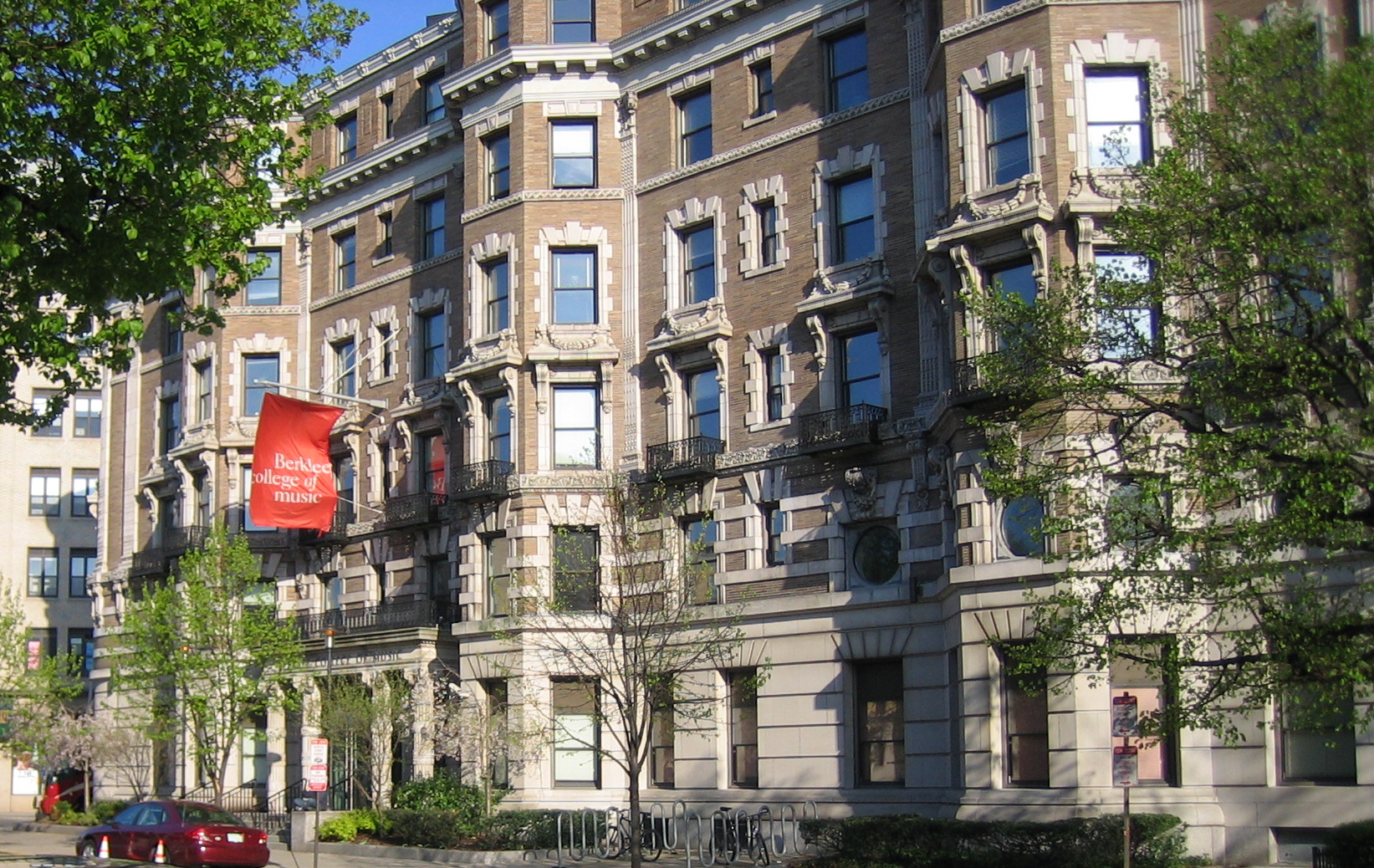
보스턴 캠퍼스 1140 Boylston St.

1970년에는 다시 한번 개명되어서, 현재 이름인 버클리 음악 대학(Berklee College of Music)으로 개명되었다. 1971년에는 듀크 엘링턴(Duke Ellington)이 처음으로 버클리 음악 대학의 명예 박사를 받았다. 1979년에는 설립자 로렌스 버크의 아들인 리 엘리엇 버크(Lee Eliot Berk)가 총장으로 임명되었다. 1984년에는 세계에서 가장 처음으로 전자 음악(Music Synthesis)을 대학 과정으로 만든 학교가 되었다. 그로부터 3년후, 1987년에는 세계에서 가장 처음으로 노래 작곡(Songwriting) 전공을 만들었다.
1991년에는, 보스턴의 불우청소년들한테 음악을 가르치는 City Music이라는 과정을 만들었다. 1993년에는 BIN (Berklee International Network)을 시작하면서, 세계의 음악 학교와 교류하게 되었다. 1994년에는 미국 캘리포니아주 로스앤젤레스에 버클리 센터를 만들면서, 로스엔젤레스의 음악 산업과 접점을 만들었다. 2004년에는 현재 총장인 로저 브라운(Roger H. Brown)이 총장으로 임명되었다. 2011년에는 스페인 발렌시아주 발렌시아에 분교가 생기고 대학원 과정을 시작하였다. 2014년에는 버클리 온라인을 시작하면서 온라인 학사 과정이 시작되었다. 2015년 12월부터는 보스턴 콘서바토리와 합병하면서, 보스턴 콘서바토리는 Boston Conservatory at Berklee로 개명하였다.
2019년도에 로저 브라운이 2021년 7월에 총장직에서 은퇴할 것을 선언했고 서던캘리포니아 대학교 음악 대학 출신 작곡가인 에리카 멀(Erica Muhl)이 버클리 음악 대학의 4번째 총장으로 임명되었다. 에리카 멀은 이로서 버클리 음악 대학 최초의 여성 총장이 되었다. 에리카 멀은 서던캘리포니아 대학교에서 30년간 교수로 근무를 해왔다.

## 보스턴 캠퍼스의 시설

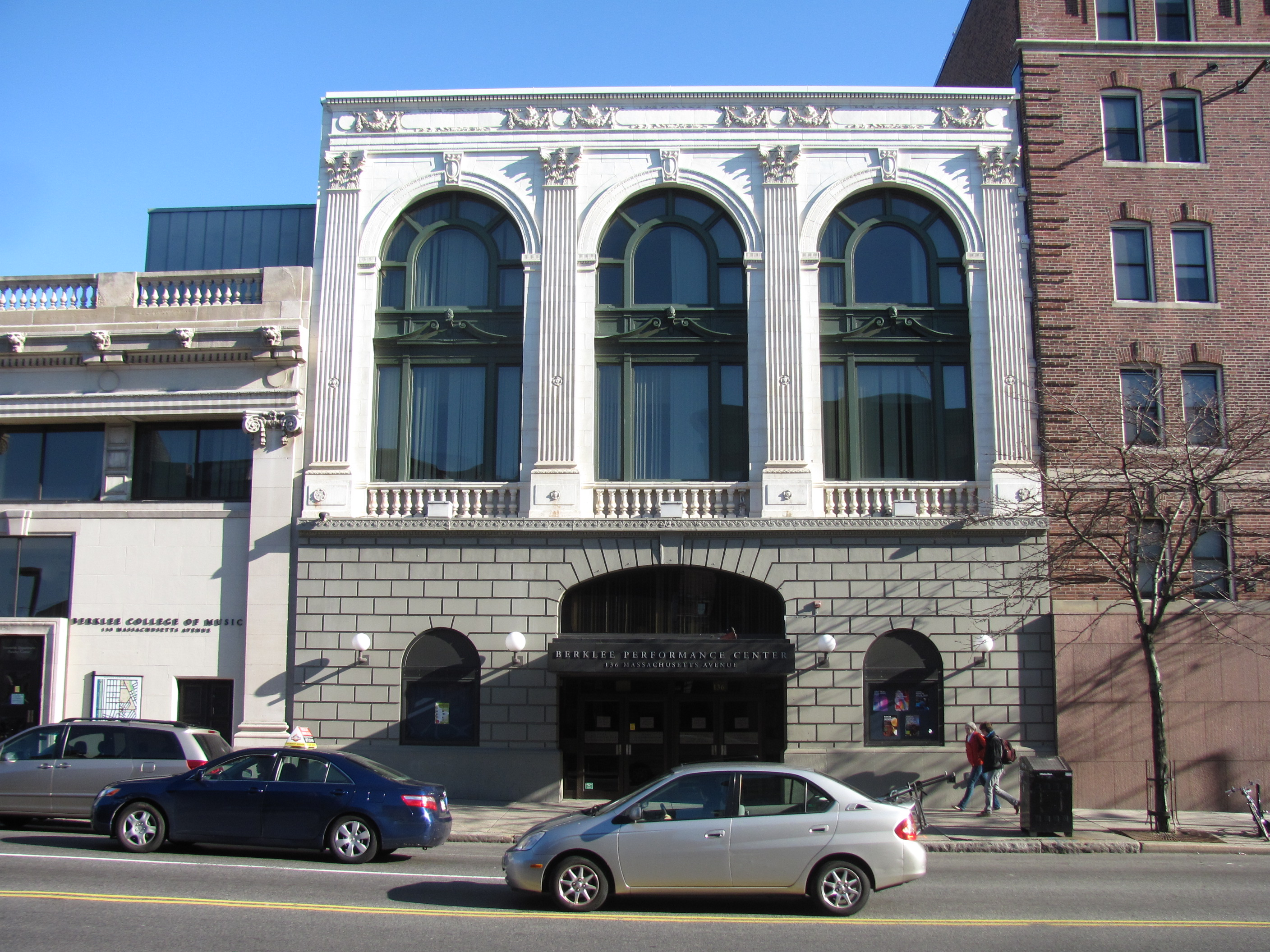
버클리 퍼포먼스 센터

보스턴의 백베이 지역에 위치한 버클리 음악 대학은 보스턴 내의 빌딩 25채를 소유하고 있다. 25채의 건물에는 40개의 녹음 스튜디오, 5개의 영화 음악 녹음실, 9개의 전자 음악 관련 시설들이 있다. 1976년도에 완공된 버클리 퍼포먼스 센터(Berklee Performance Center)는 1,227명을 수용할 수 있는 공연 극장이다.

## 학업
버클리 음악 대학은 뉴잉글랜드학교 교육위원회(New England Association of Schools and Colleges)에 의해 인가되었다. 뉴잉글랜드학교 교육위원회는 미국 뉴잉글랜드 지역의 학교들을 인가해주는 기관이다. 버클리 음악 대학의 학생들은 다양한 음악 장르, 악기, 진로 방향 등을 공부하며 본인의 가능성과 진로를 찾게된다. 졸업후 버클리 음악 대학 학생들은 4년제 학위나 2년제 디플로마(Diploma)를 받게된다. 학생들은 12가지 전공 과정들을 혼합해서 수강할 수 있으며 전공 2개를 선택할 경우 졸업할 때까지 5년이 걸린다.

## 전공과 부전공
학사과정에서는 12가지의 전공, 26가지의 부전공이 존재한다. 대학원 과정으로는 6가지의 전공이 존재한다.

### 학사과정의 전공
- Composition: 클래식 음악위주의 작곡
- Contemporary Writing and Production (CWP): 다양한 장르의 현대 음악 작곡, 또한 음악 프로덕션
- Electronic Production and Design (EPD): 전자 음악, 사운드 디자인, 프로그래밍
- Film Scoring: 영화 음악 작곡
- Jazz Composition: 재즈 음악 작곡
- Music Business / Management: 음악 비지니스, 마켓팅, 매니지먼트
- Music Education: 음악 교육
- Music Production and Engineering (MPE): 녹음, 믹싱, 마스터링과 같은 음악 프로덕션과 엔지니어링
- Music Therapy: 음악 치료
- Performance: 연주 전공. 또한 전공 악기라는 것이 존재하는데, 이것은 입학 오디션을 보았을 때 무슨 악기로 오디션을 보았는지로 결정 된다. 현재 버클리가 인정하는 전공 악기들은 밴조, 바리톤 혼, 베이스, 바순, 첼로, 클라리넷, 드럼 셋, 플루트, 호른, 기타, 하프, 만돌린, 마림바, 오보에, 타악기, 피아노, 색소폰, 트롬본, 트럼펫, 튜바, 비브라폰, 비올라, 바이올린, 목소리이 있다. 하지만, 다른 악기들도 오디션을 보고 입학할 수 있다[12]
- Professional Music: 전문 음악 전공, 즉 학생이 관심이 있는 분야들만을 모아 전공으로 만들 수 있다
- Songwriting: 노래 작곡

### 학사과정의 부전공
- Acoustics and Electronics: 음향학
- American Roots Music: 미국의 블루그래스나 전통 음악
- Audio Design for Video Games: 비디오 게임의 사운드 디자인, FX
- Commercial Record Production: 음악 프로덕션을 전공하고 있는 학생들을 위한 부전공이다
- Conducting: 지휘
- Contemporary Musical Theater Performance: 현대 뮤지컬 음악
- Creative Entrepreneurship: 사업 (음악 관련)
- Creative Coding: Java, C, C++ 컴퓨터 프로그래밍
- Dance: 춤
- Drama: 연기
- English: 영문학
- History: 역사
- Individualized Minor in Liberal Arts: 교양과목
- Instrument Repair: 악기 수리
- Mediterranean Music: 지중해 음악
- Music and Society: 음악과 사회
- Music Technology: 음악 기술 (기기들이나 믹싱 등을 가르친다)
- Musical Theater Writing: 뮤지컬 작곡
- Performance Studies in Latin Music: 라틴 음악 연주
- Philosophy: 철학
- Psychology: 심리학
- Recording and Production for Musicians: 연주자들을 위한 녹음과 프로덕션
- Stage Management: 무대 연출
- Theory of Jazz and Popular Songs: 재즈와 팝 음악의 이론
- Video Game Scoring: 비디오 게임 음악 작곡
- Visual Culture and New Media Studies: 뉴 미디어
- Writing for TV and New Media: TV 음악 작곡

### 대학원 과정의 전공
대학원 과정은 보스턴 캠퍼스와 발렌시아 캠퍼스로 나뉜다.

#### 보스턴 캠퍼스의 석사 전공
- Contemporary Performance (Global Jazz Concentration): 재즈 연주 전공, 2016년 가을학기부터 합격자들한테 전액 장학금을 제공하고 있다. 1년 과정이다
- Music Therapy: 음악 치료, 2년 과정이다

## 학교경쟁율
2020년 기준 입학경쟁율은 48%이다. 2017–2018년 입학경쟁율은 33.8%였고 보스턴 컨서버토리의 경우 38%였다. 2012년도에는 입학률이 19.2%였다. 입학률이 지원자수에 따라 변동이 큰편이다. 2016 -2017 자료 기준 전체(5241명) 학생의 26%가 유학생이고, 그중에 아시아계 유학생들은 전체 유학생들의 17%를 차지한다. 유럽계 유학생들은 12%를 차지하고, 다른 나라들에서 오는 유학생들은 11%를 차지한다.

## 버클리 발렌시아 캠퍼스

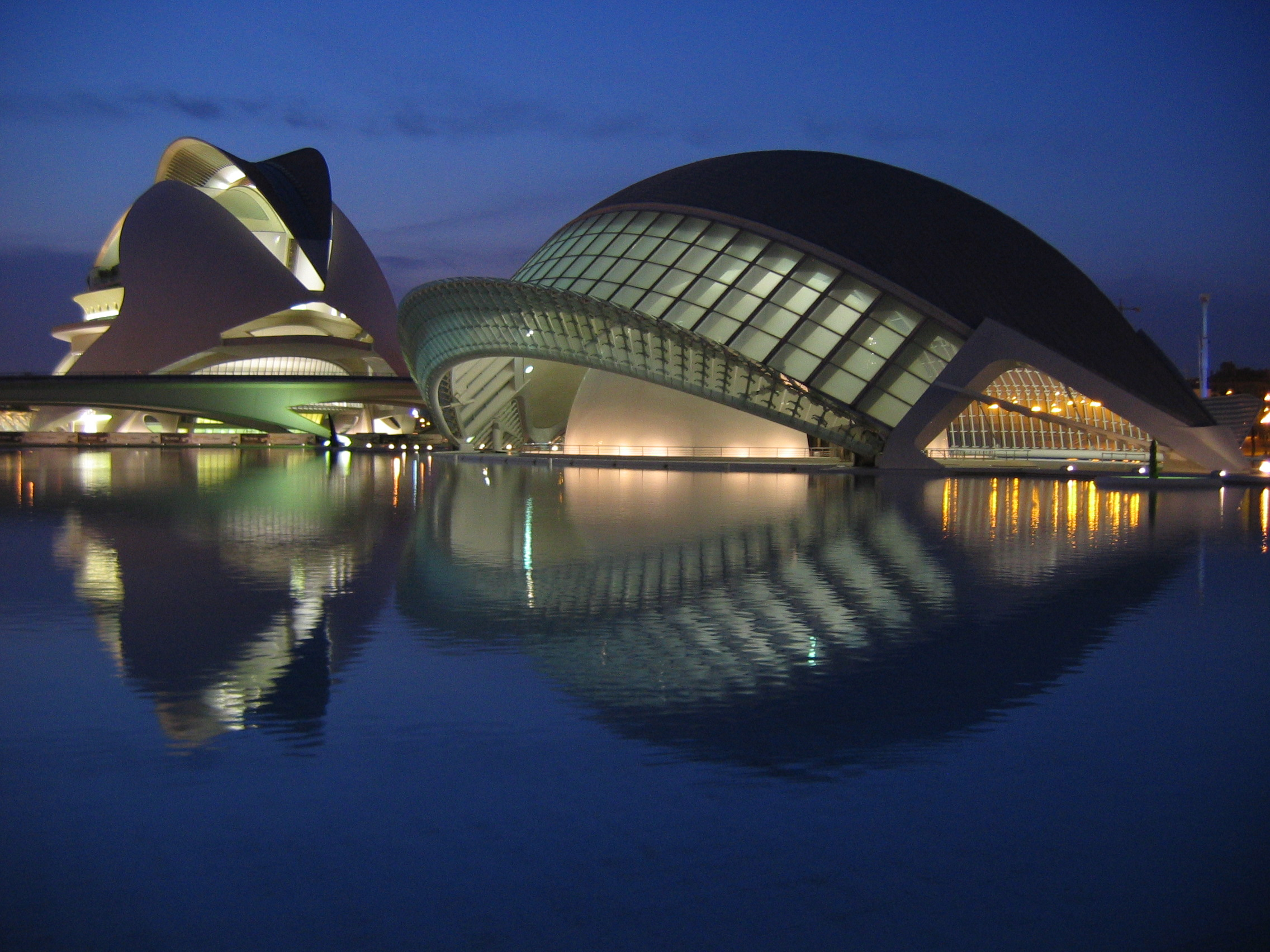
버클리 발렌시아 캠퍼스

버클리 발렌시아는 스페인의 발렌시아에 위치한 버클리 음악 대학의 국제 캠퍼스이다. 이 곳에서 버클리 음악 대학 학생들이 현대음악 세미나, 플라멩코 연주, 영화음악 등의 특별활동을 할 수 있다. 1년제 석사 과정과 2주 여름 프로그램을 제공하고 있으며 버클리 음악 대학의 보스턴 캠퍼스에서 학사 과정을 수료하는 학생들도 버클리 유학 프로그램(Berklee Study Abroad)을 통하여 발렌시아 캠퍼스에서 한 학기를 수강할 수 있다.
버클리 발렌시아 캠퍼스는 소피아 여왕 예술 궁전(Palau de les Arts Reina Sofia)이라는 오페라 하우스 건축물을 사용하고 있다. 이 건축물은 발렌시아 출신의 저명한 건축가 산티아고 칼라트라바(Santiago Calatrava)가 1995년도에 착공하여 2005년도에 완공되었다.

#### 발렌시아 캠퍼스의 석사 전공
- Contemporary Performance (Production Concentration): 연주 전공, 하지만 프로덕션에 더 집중을 둔다
- Global Entertainment and Music Business: 음악 사업 전공
- Music Production, Technology, and Innovation: 음악 프로덕션과 사운드 디자인 전공
- Scoring for Film, Television, and Video Games: 영화, TV, 비디오 게임 음악 작곡과 프로덕션 전공

## 버클리 NYC 캠퍼스

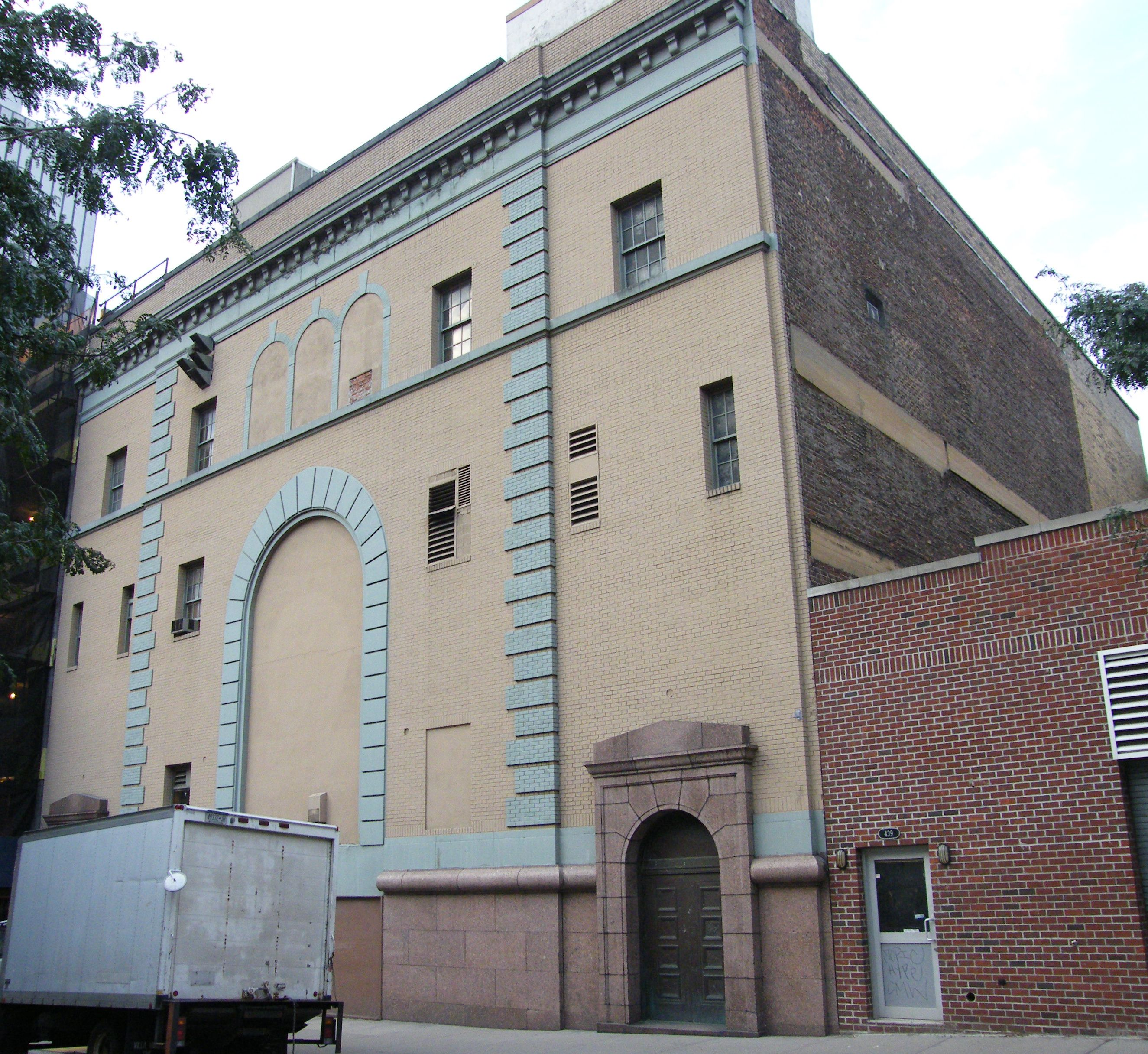
뉴욕 파워 스테이션 건물

버클리NYC는 2021년 9월 개교한 버클리 음악 대학의 뉴욕 캠퍼스이다. 뉴욕 캠퍼스에서는 1년제 음악 프로덕션 석사 과정을 제공한다. 또한 보스턴 캠퍼스의 학사 과정 학생들이 마지막 학기를 뉴욕 캠퍼스에서 수강할 수도 있다.
버클리NYC 캠퍼스는 파워 스테이션(Power Station)이라는 녹음 스튜디오를 소유중인데 이것이 1977년부터 원래 이름이었다가 1996년에 아바타 엔터테인먼트 기업이 사들여 아바타 스튜디오(Avatar Studios)라고 개명한 뒤, 2017년에 버클리가 이를 인수한 이후 원래 이름을 되찾았다. 이름의 유래는 원래 발전소(ConEd)소유였던 건물을 프로듀서 토니 본조비와 밥 월터스가 녹음실로 리모델링한 것에서 비롯되었다.
이 스튜디오에서 1984년에 녹음을 한 미국-영국 출신의 팝 밴드 "더 파워 스테이션(The Power Station)"도 이 녹음 스튜디오의 이름을 따서 지었다고 한다.
파워 스테이션 스튜디오는 버클리 음대가 소유하기 이전에 브루스 스프링스틴, 에스페란사 스폴딩, 폴 사이먼, 스팅, 마돈나, 데이비드 보위, 밥 딜런, 존 메이어, 팻 메시니 등의 유명한 아티스트들이 앨범을 녹음한 곳이다. 2016년도에 발매된 스팅의 12번째 앨범 '57th & 9th'는 스팅이 앨범을 녹음할 당시 이 스튜디오에 가기 위하여 매일 건너가야 했던 길의 이름이라고 한다.

#### 버클리NYC의 석사 전공
- Creative Media and Technology: 음악 프로덕션

## 보스턴 컨서버토리 합병

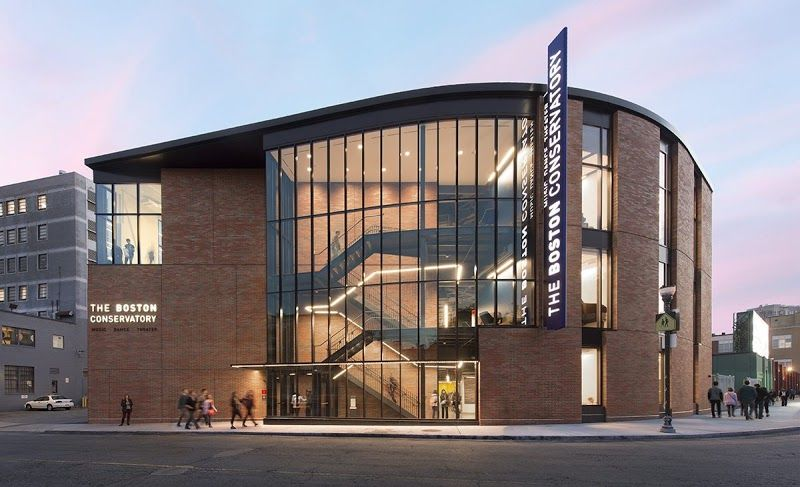
보스턴 컨서버토리 앳 버클리

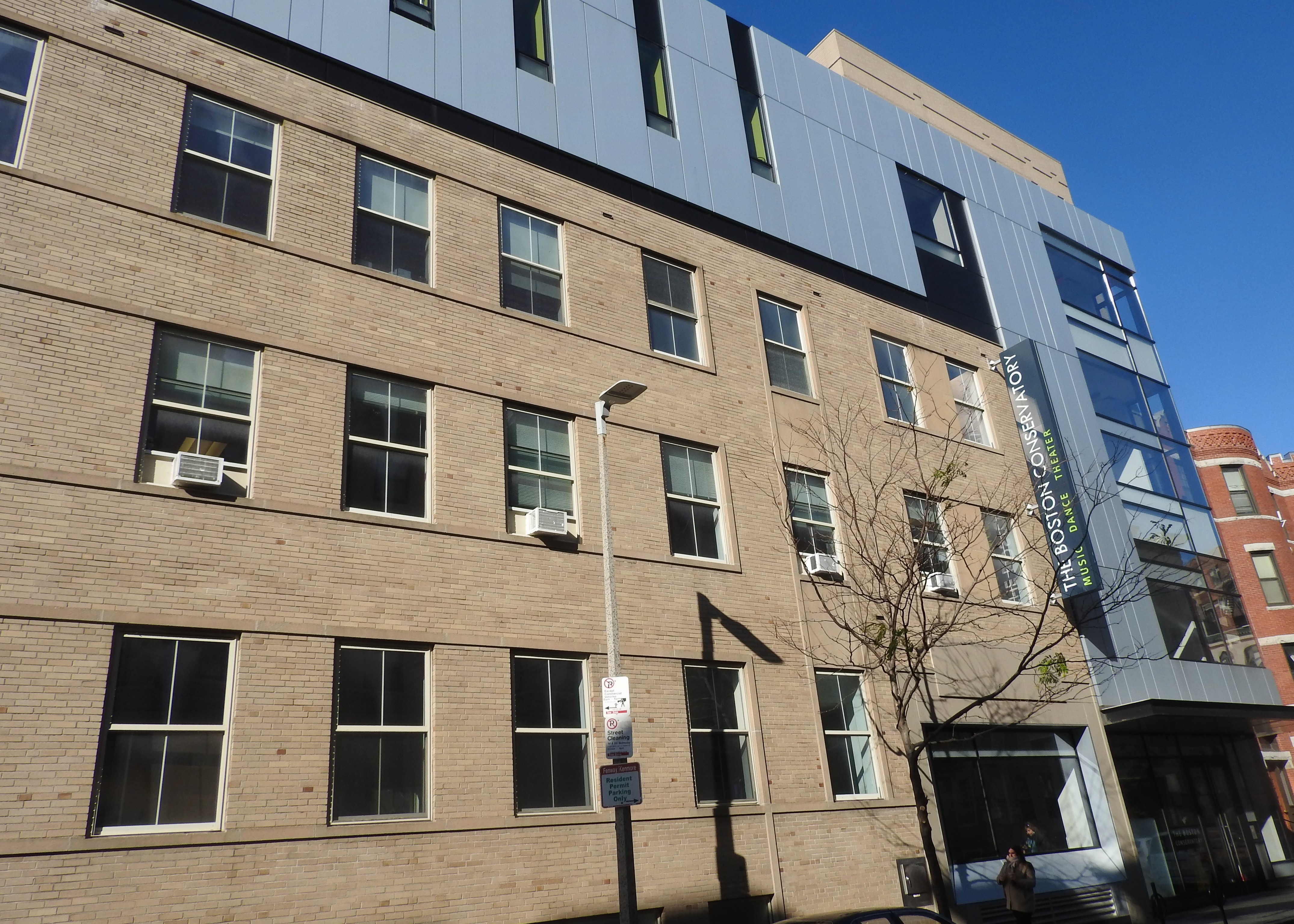
보스턴 컨서버토리 무용 공연장

2015년 12월에 버클리 음악 대학 근처에 위치한 클래식음악과 춤, 연극 등을 가르치는 보스턴 컨서버토리(Boston Conservatory)가 버클리 음악 대학에 합병되었다. 보스턴 콘서바토리는 '보스턴 컨서버토리 앳 버클리'(Boston Conservatory at Berklee) 라는 새로운 이름으로 개명되었다. 보스턴 컨서버토리는 1867년도에 세워진 오래된 역사가 있는 음악학교이다.

### 보스턴 컨서버토리 전공들[20]

#### 학사과정
- Contemporary Dance Performance: 현대 무용 공연
- Composition: 음악 작곡
- Instrumental Performance: 음악 연주
- Voice Performance (optional emphasis on opera): 성악 (오페라도 가능)
- Musical Theater Performance: 뮤지컬 연극
- Contemporary Theater: 현대 연극

#### 석사과정
- Music Education: 음악 교육
- Instrumental Performance: 음악 연주 (Brass, Piano, Strings, Woodwinds, Harp, Percussion/Marimba)
- Voice Performance (optional emphasis on opera): 성악 (오페라도 가능)
- Choral Conducting: 합창단 지휘
- Orchestral Conducting: 오케스트라 지휘
- Contemporary Classical Music Performance: 현대 클래식 연주
- Composition: 음악 작곡
- Vocal Pedagogy: 성악 교수법
- Musical Theater: 뮤지컬 연극
- Collaborative Piano: 협연 피아노연주
- Graduate Performance Diploma in Composition: 음악 작곡 석사 Diploma

## 하버드 대학교 버클리음대 2중학위 프로그램
2016년도에 버클리음대와 하버드 대학교가 2중학위(Dual Degree Program) 프로그램을 창설하였다. 하버드 대학교에서 음악 학사학위를 수료하는 학생들은 2중학위 프로그램을 통해서 버클리음대의 음악 석사학위를 취득할 수 있다.

## 버클리 글로벌 파트너 BGP (전 버클리 인터네셔널 네트워크_BIN)
버클리 음악 대학은 정보공유, 학점인정 등을 위해 협약을 체결한 음악 교육 기관들과 Berklee International Network (BIN)을 만들었다. 현재는 Berklee Global Partners (BGP) 로 명칭이 변경되었다. 전 세계 24개의 교육기관이 가입되어 있으며, 대한민국에는 유일하게 SJA실용전문학교(전 서울재즈아카데미가 있다. SJA실용전문학교를 통하면 버클리 입학시 최대 53학점을 취득할 수 있다고 한다.

### 버클리 글로벌 파트너에 가입되어 있는 교육기관들
- Baron School of Music - 홍콩
- Conservatori Liceu - 스페인 바르셀로나
- Conservatorio de Artes del Caribe - 푸에르토리코
- Conservatório Musical Souza Lima - 브라질 상파울루
- EMMAT - 콜롬비아
- Escuela de Música Contemporánea 아르헨티나 부에노스아이레스
- Helsinki Metropolia University of Applied Sciences - 핀란드 헬싱키
- Hochschule für Kunst, Design und Populäre Musik Freiburg (hKDM) - 독일 프라이부르크
- Holland College - 캐나다
- International College of Music (ICOM) 말레이지아 쿠알라룸푸르
- JMC Academy - 호주
- Koyo Conservatory - 일본 고베
- Music Academy International - 프랑스
- Newpark Music Centre - 아일랜드 더블린
- Philippos Nakas Conservatory - 그리스 아테네
- Pop & Jazz Conservatory - 핀란드 헬싱키
- Rimon School of Music - 이스라엘 텔아비브
- 서울재즈아카데미 - 대한민국 서울
- Universidad San Francisco Quito (USFQ) College of Music - 에콰도르 키토

## 갤러리

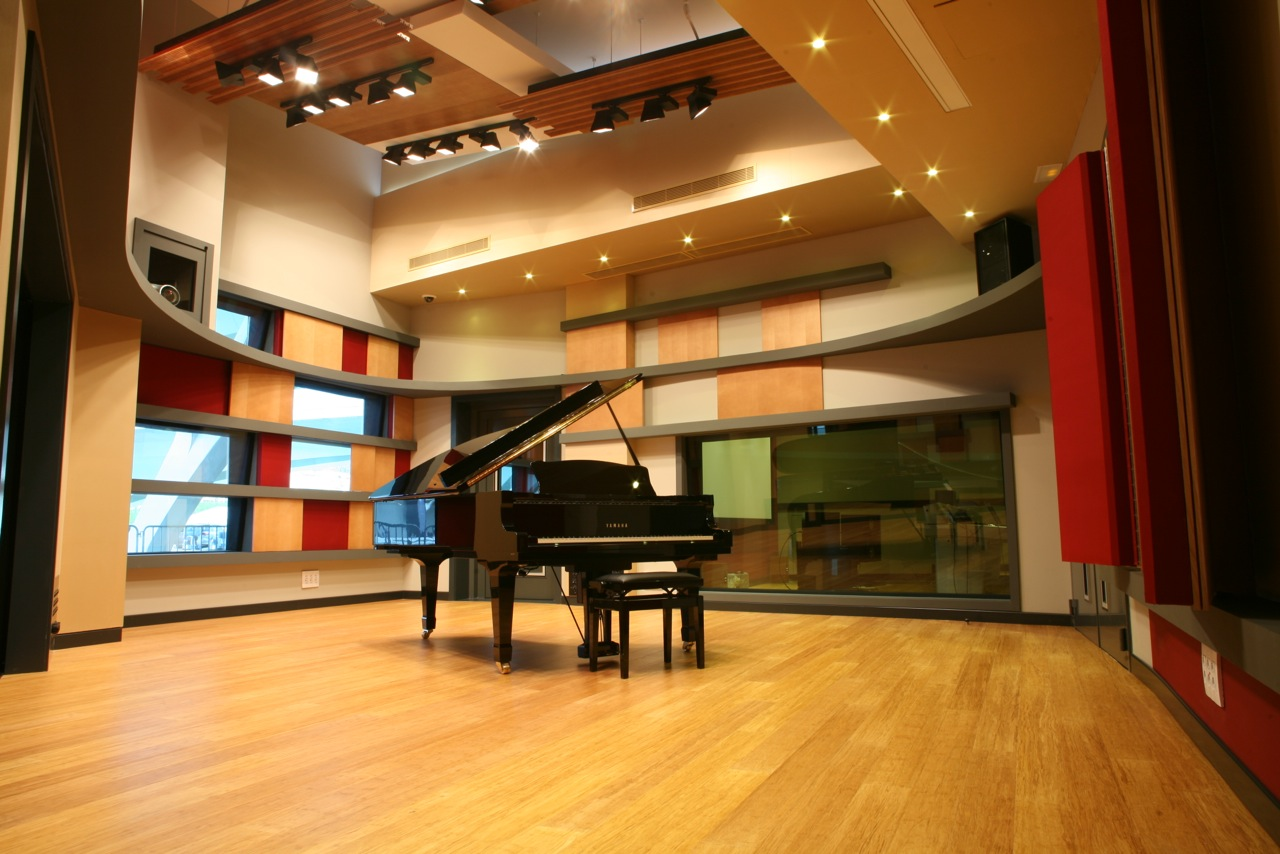
발렌시아 캠퍼스 스튜디오
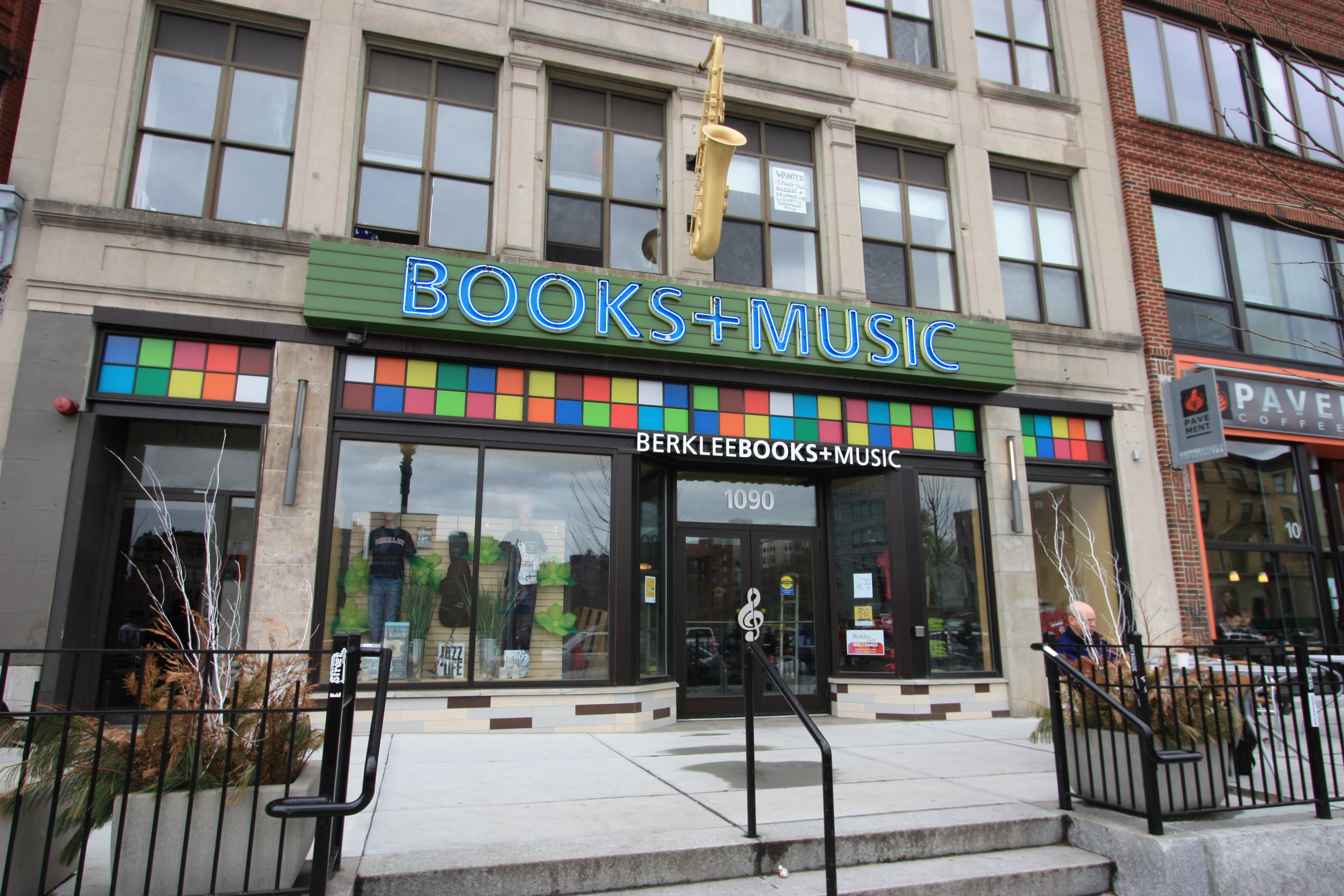
버클리 음대 서점
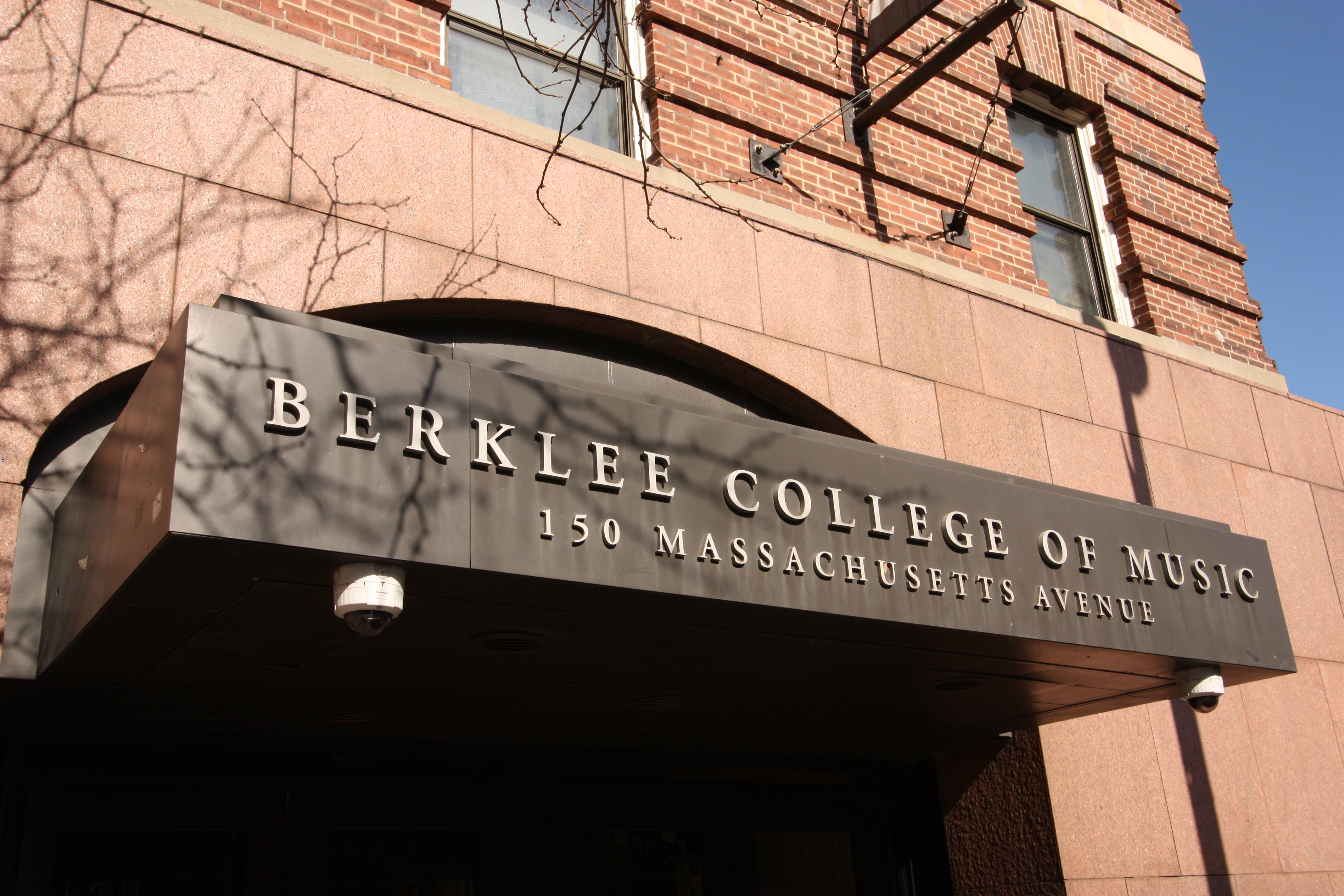
보스턴 캠퍼스 본관 입구
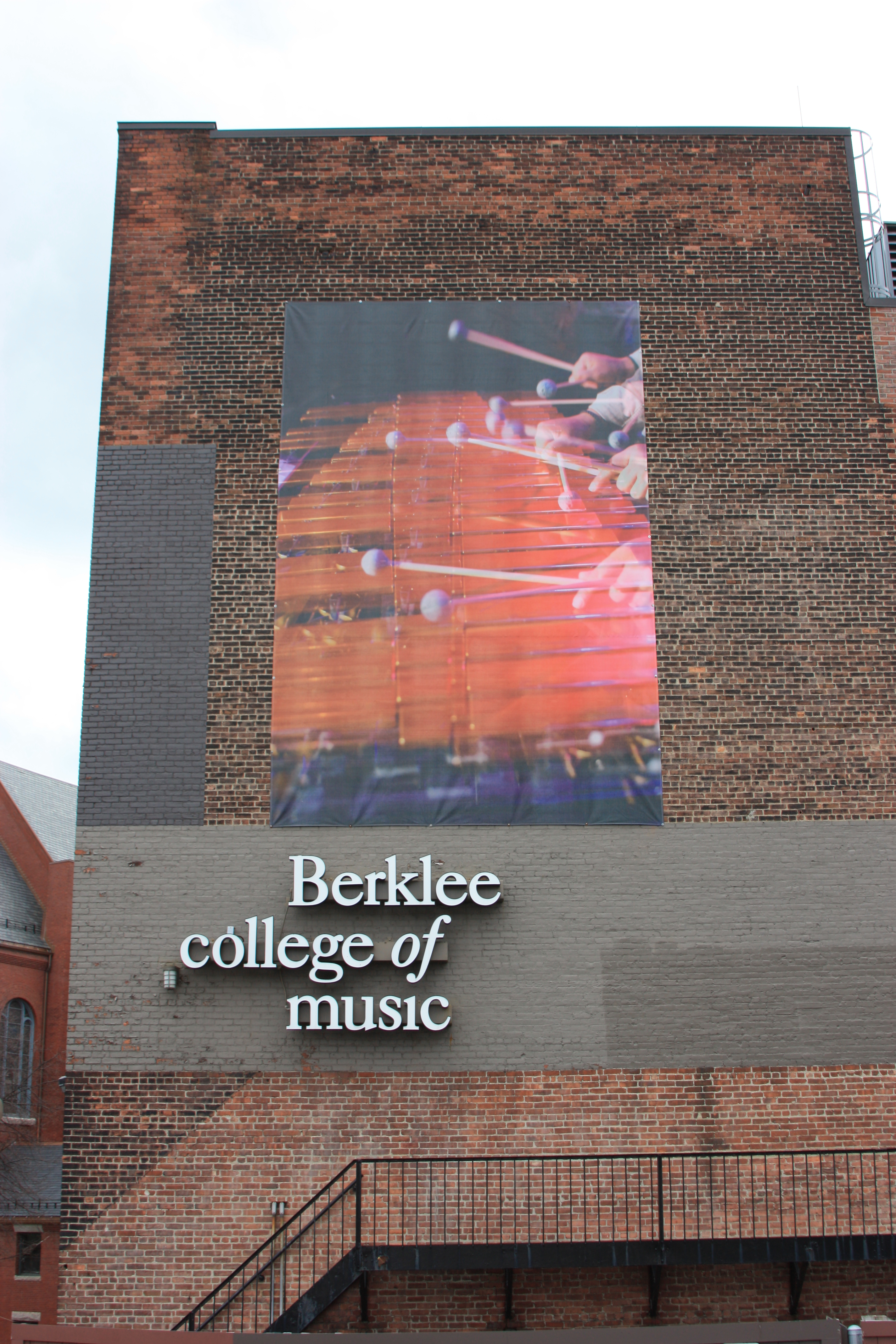
보스턴 캠퍼스 빌딩
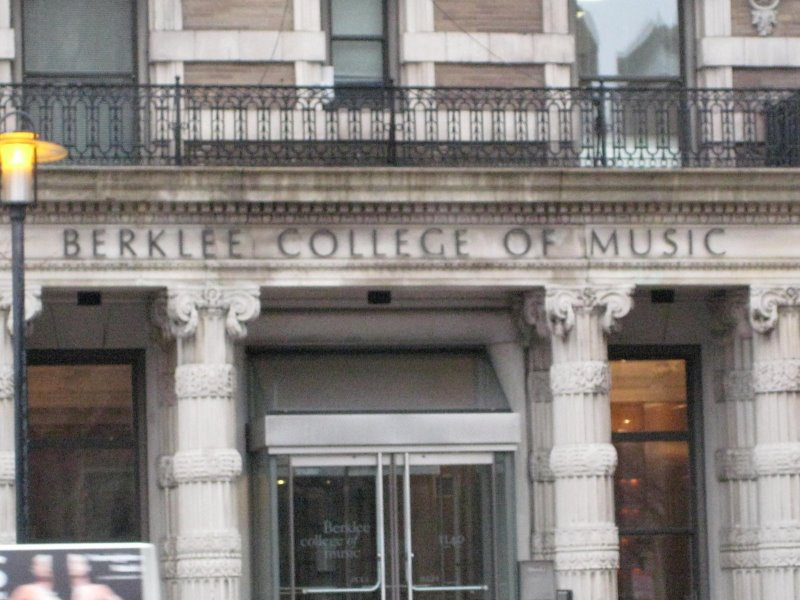
보스턴 캠퍼스 빌딩
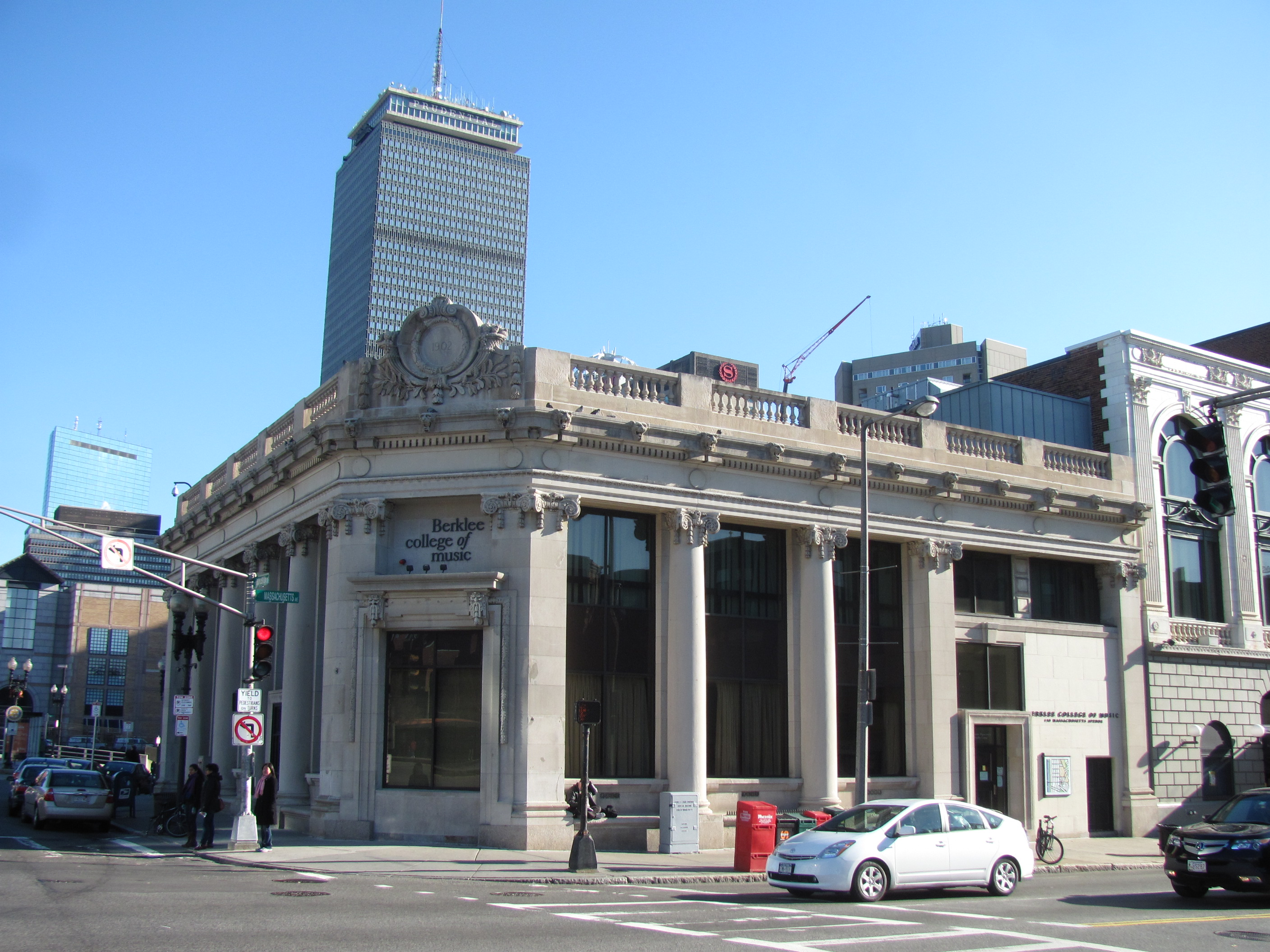
보스턴 캠퍼스 130 Mass Ave
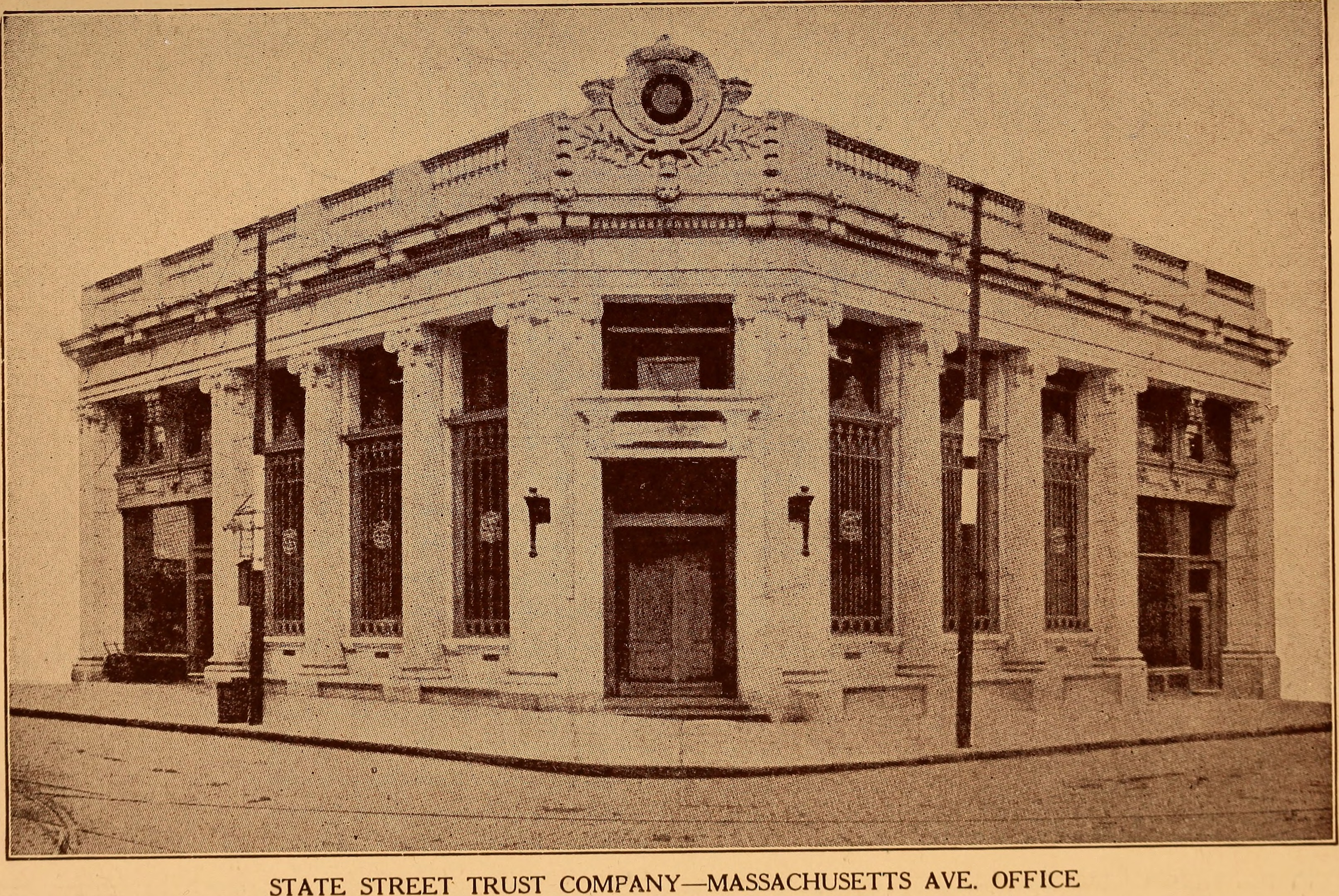
1929년도 버클리 음대 건물 모습
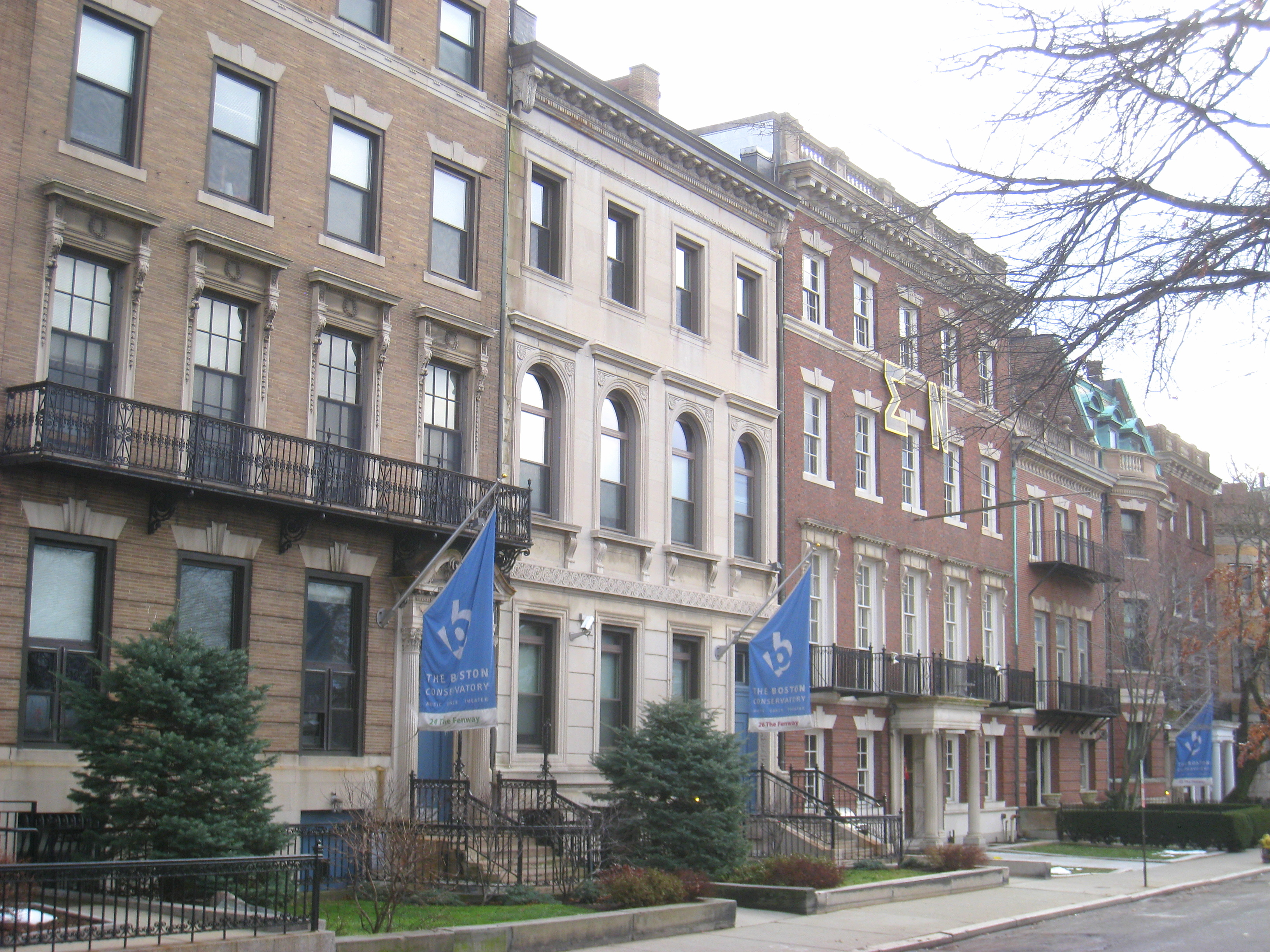
보스턴 컨서버토리 빌딩
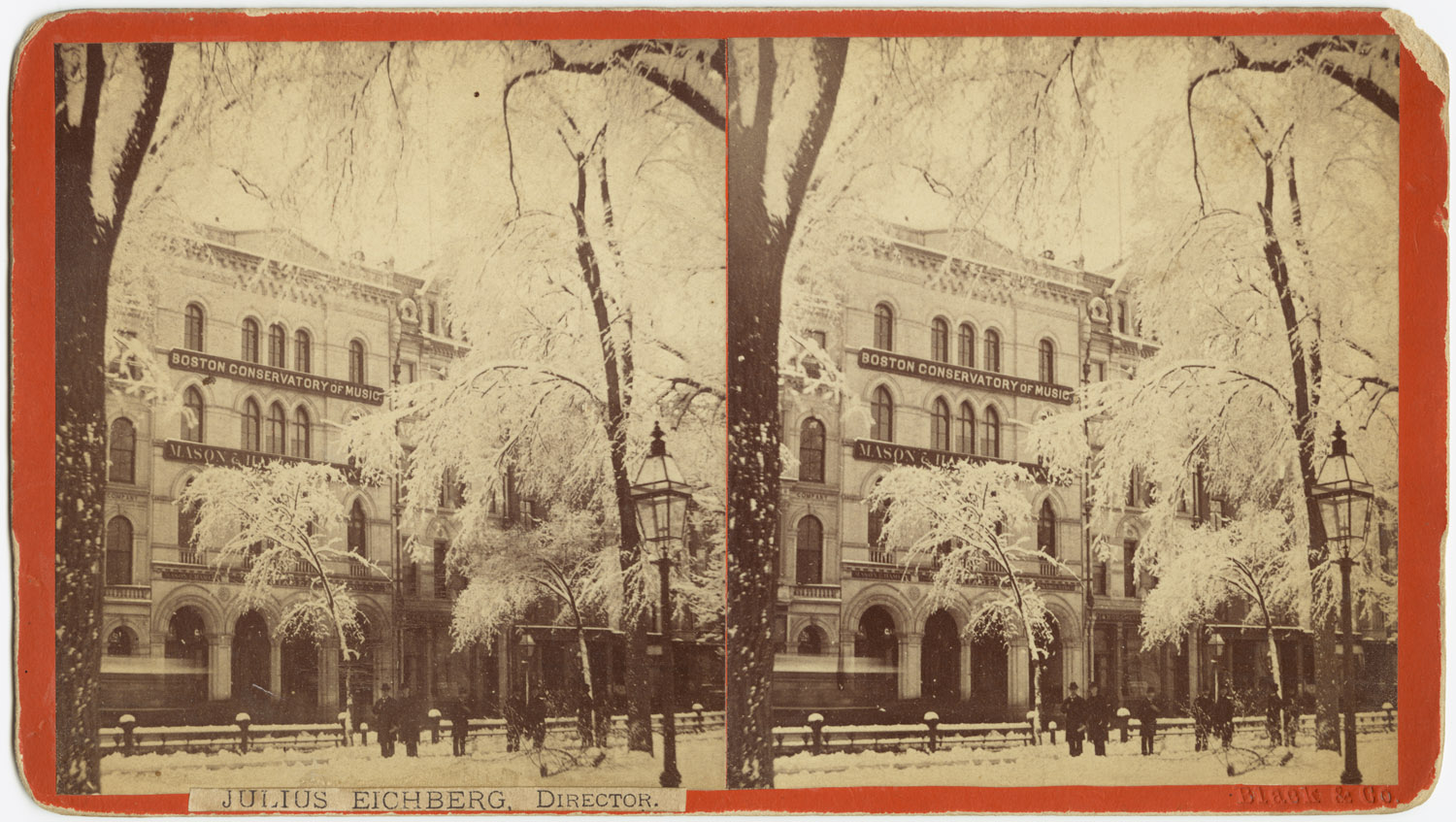
1900년대 초 보스턴 컨서버토리
버클리 음대 로고
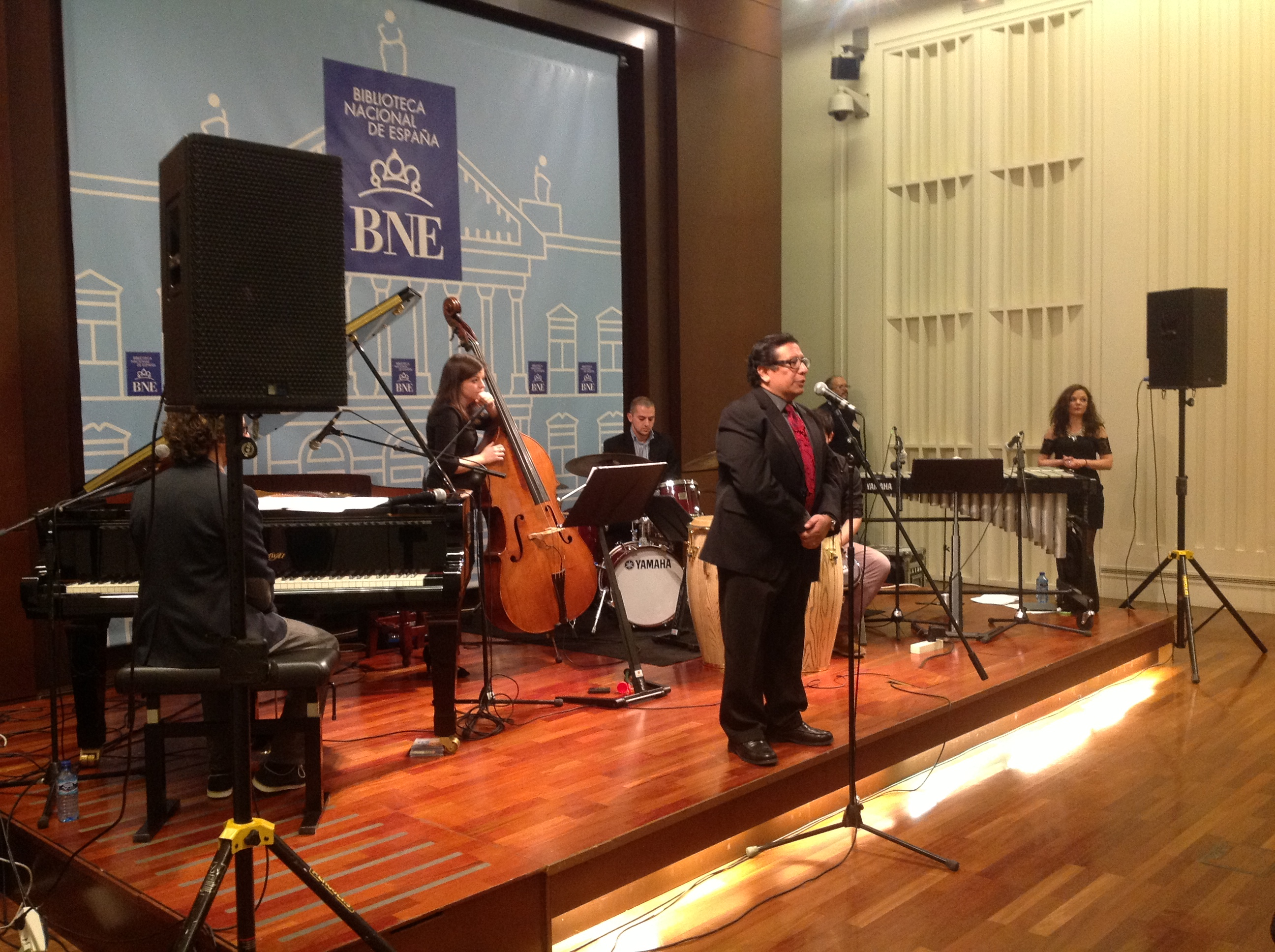
발렌시아 캠퍼스 학생들 공연
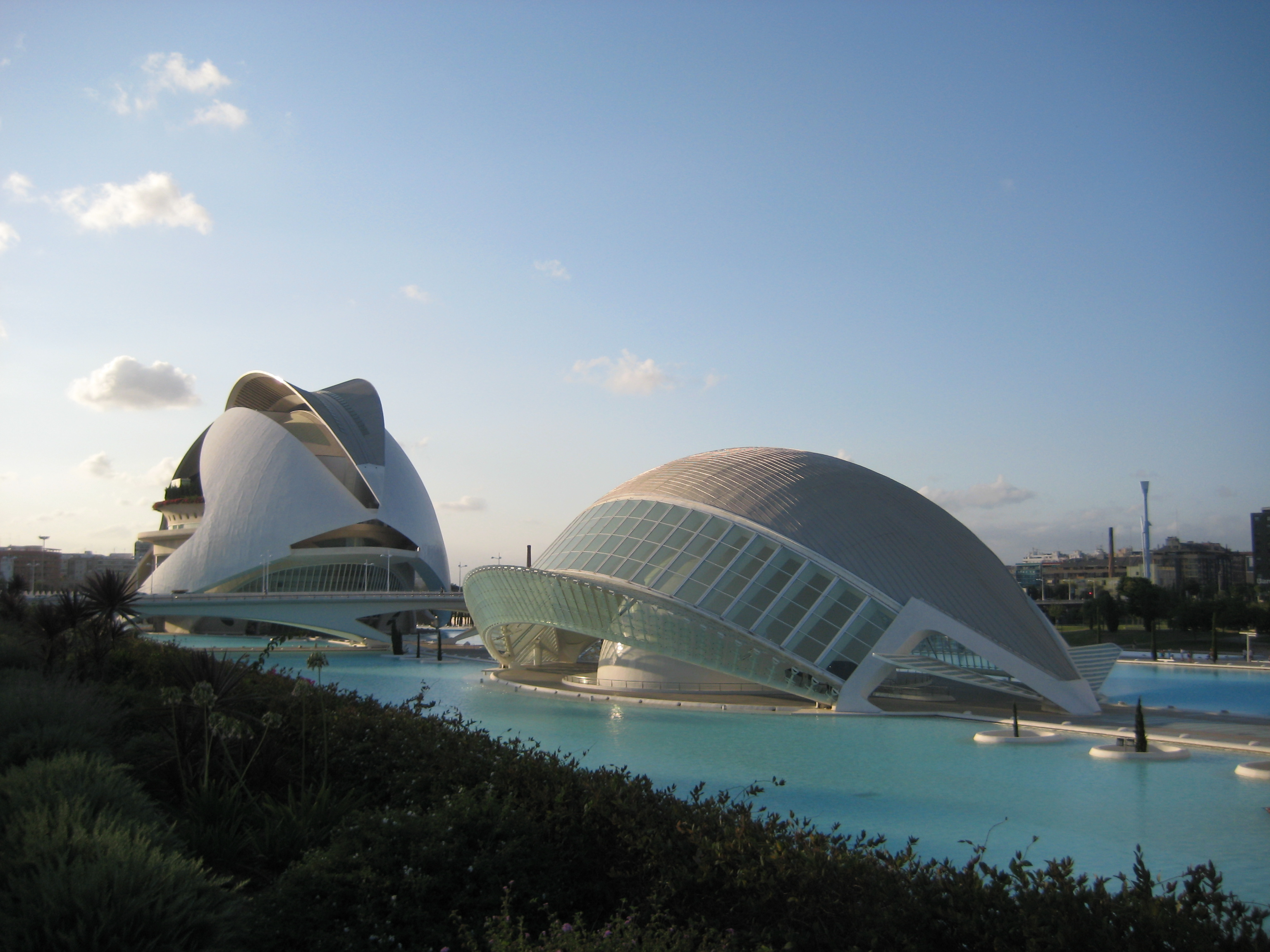
발렌시아 캠퍼스 #1
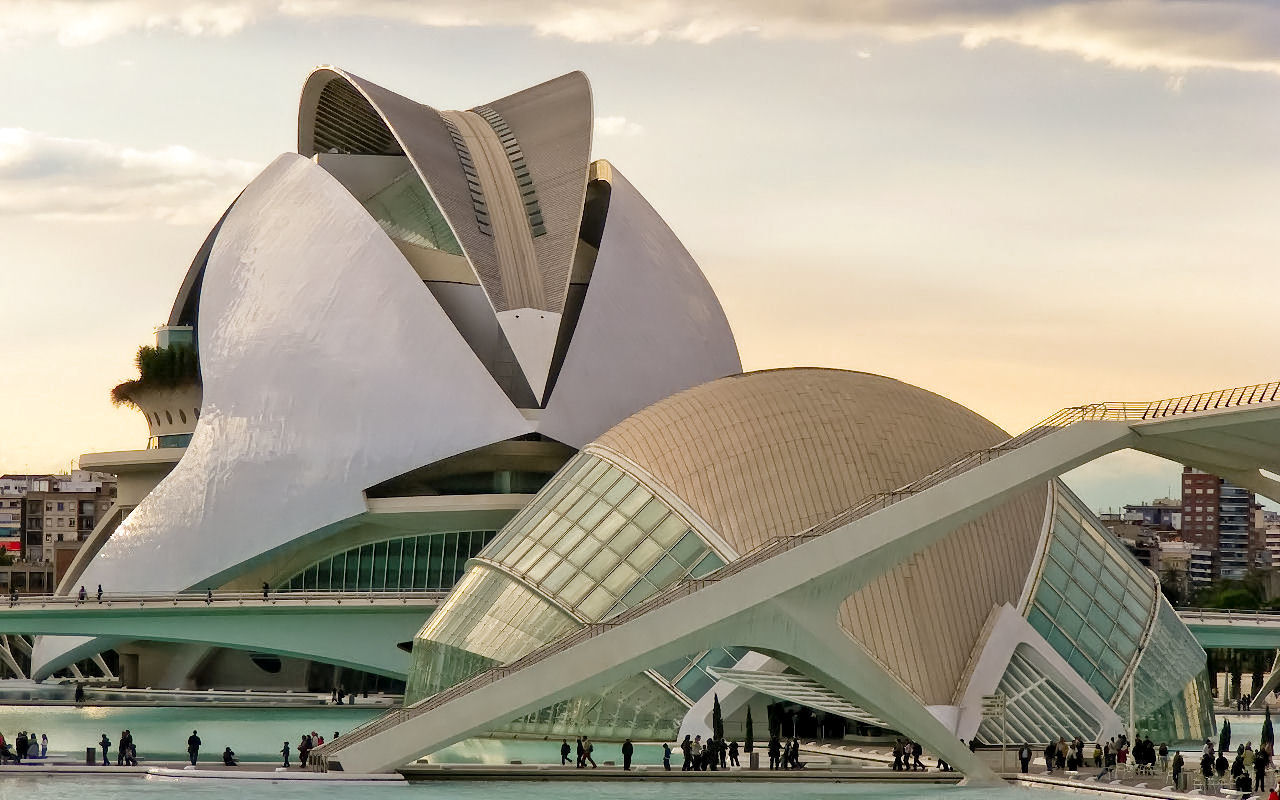
발렌시아 캠퍼스 #2
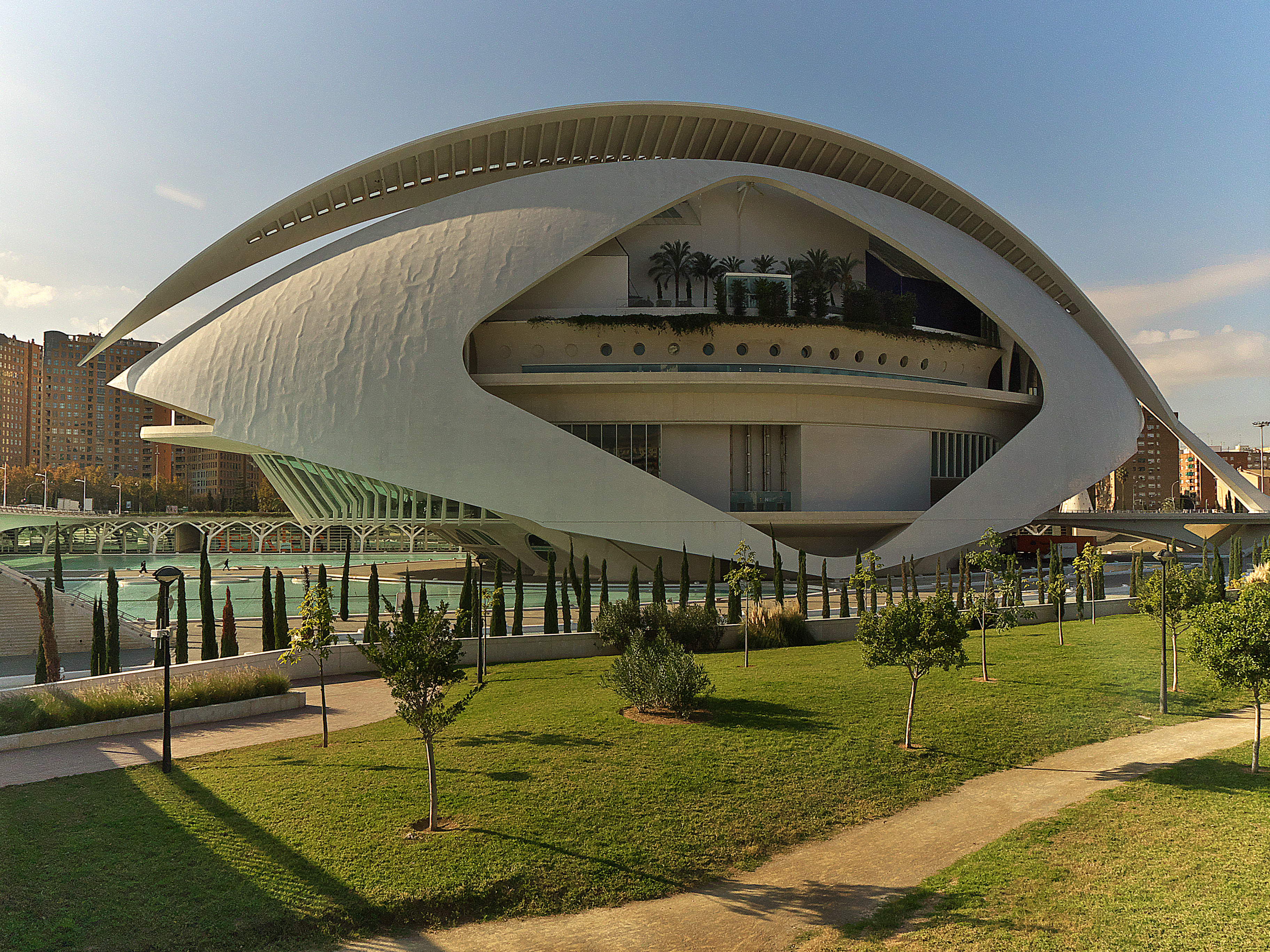
발렌시아 캠퍼스 #3
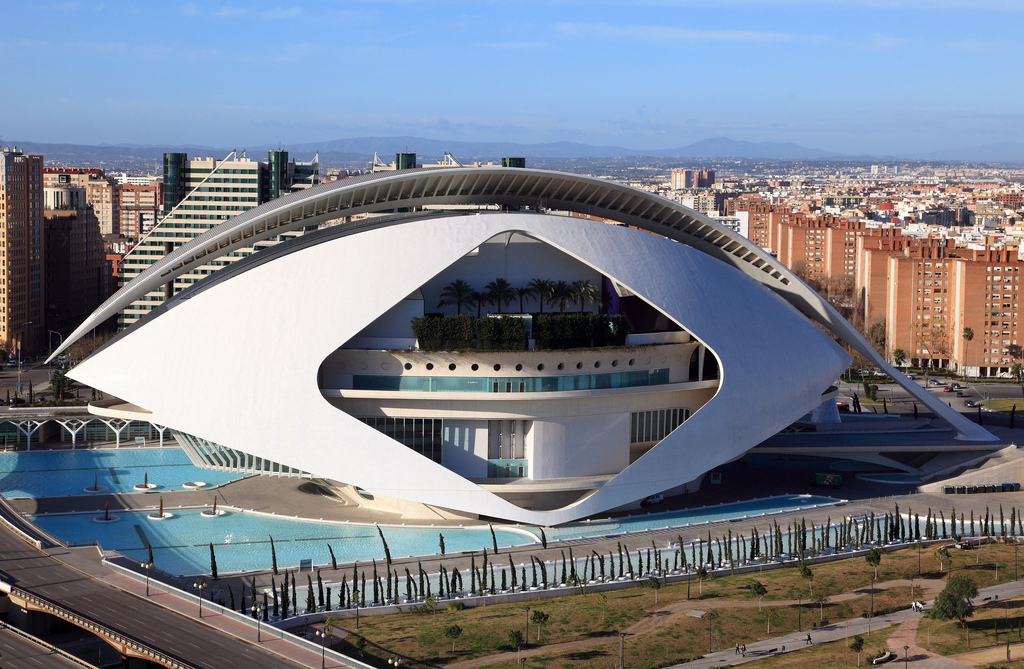
발렌시아 캠퍼스 #4
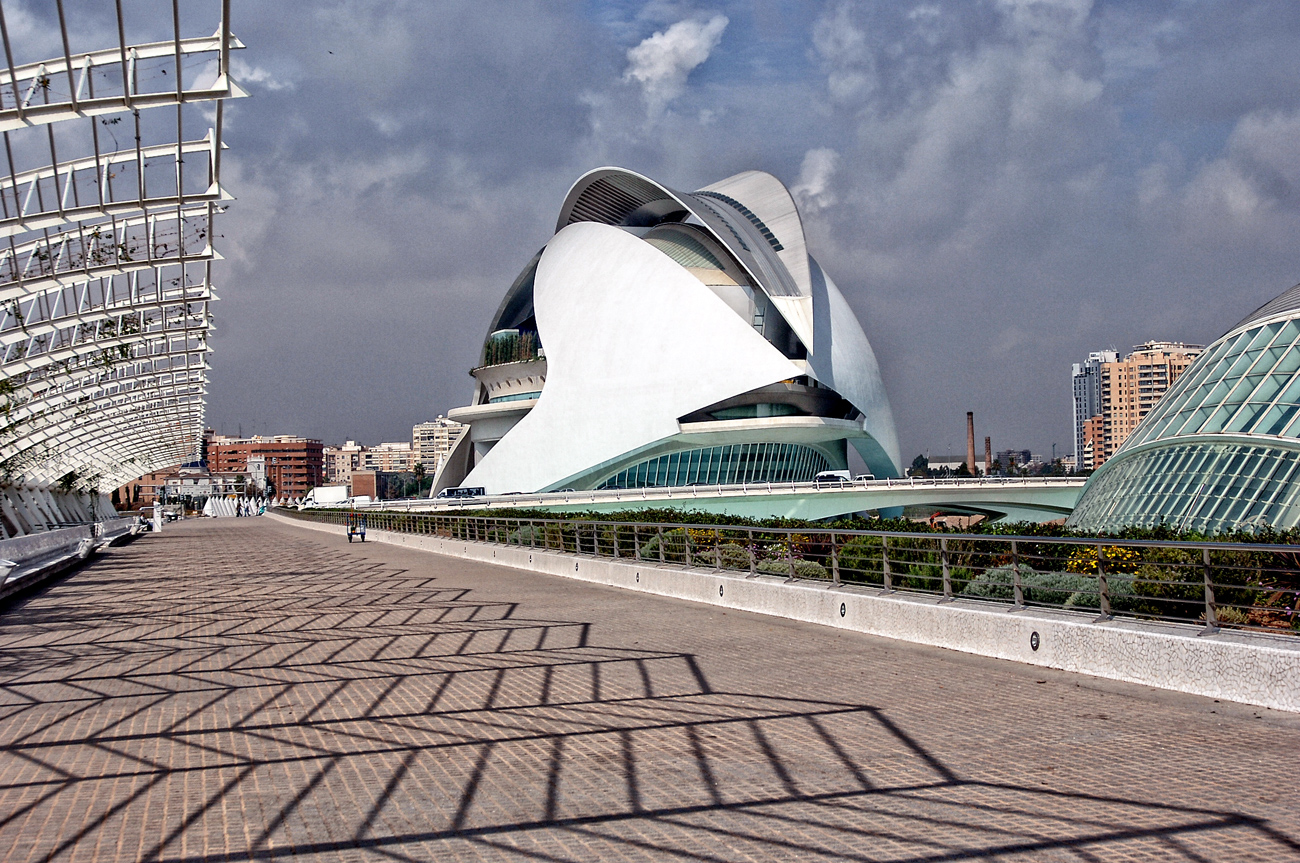
발렌시아 캠퍼스 #5
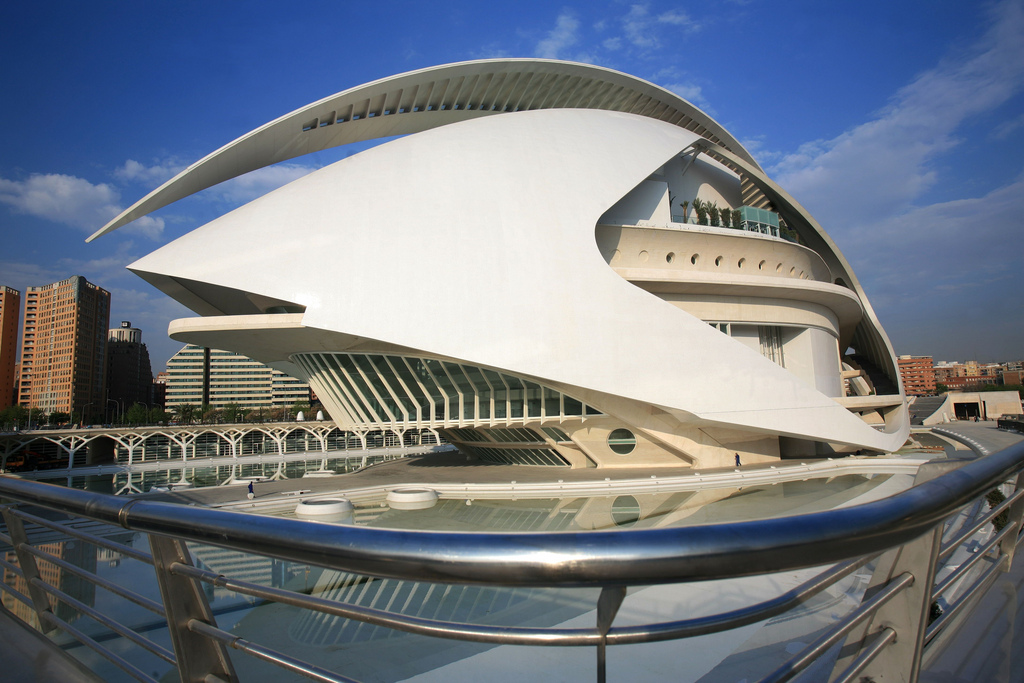
발렌시아 캠퍼스 #6
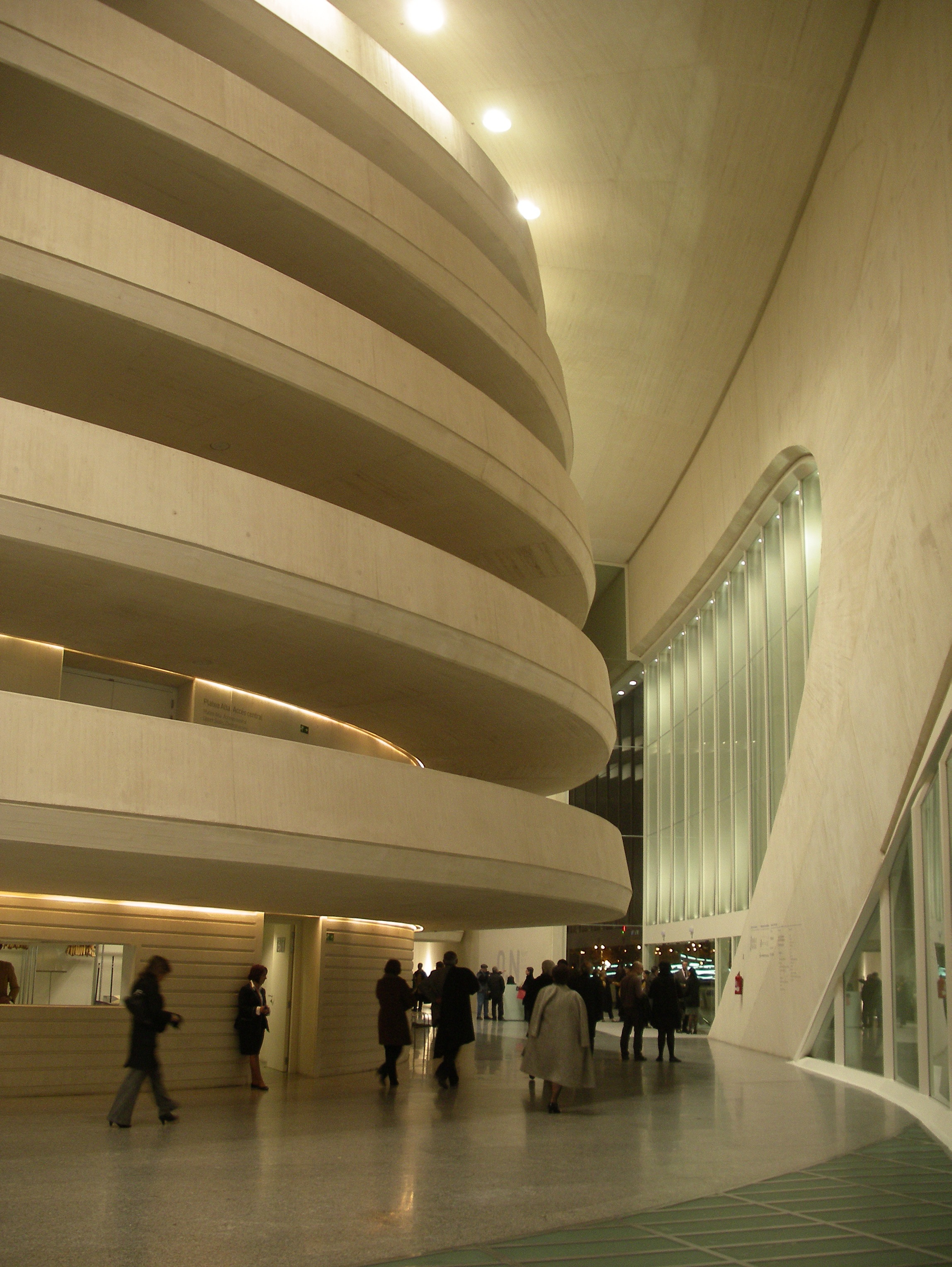
발렌시아 캠퍼스 내부 #1
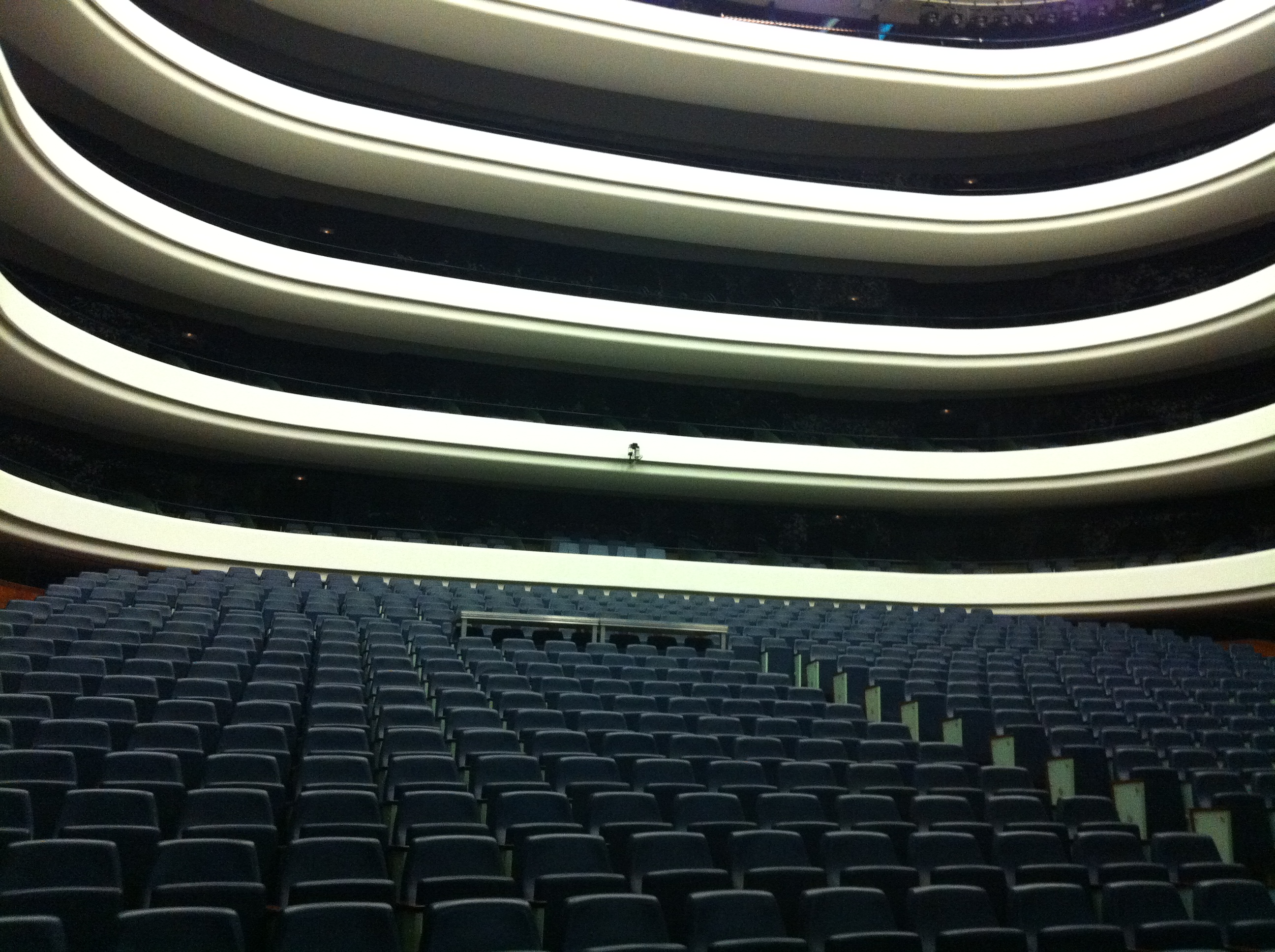
발렌시아 캠퍼스 내부 #2
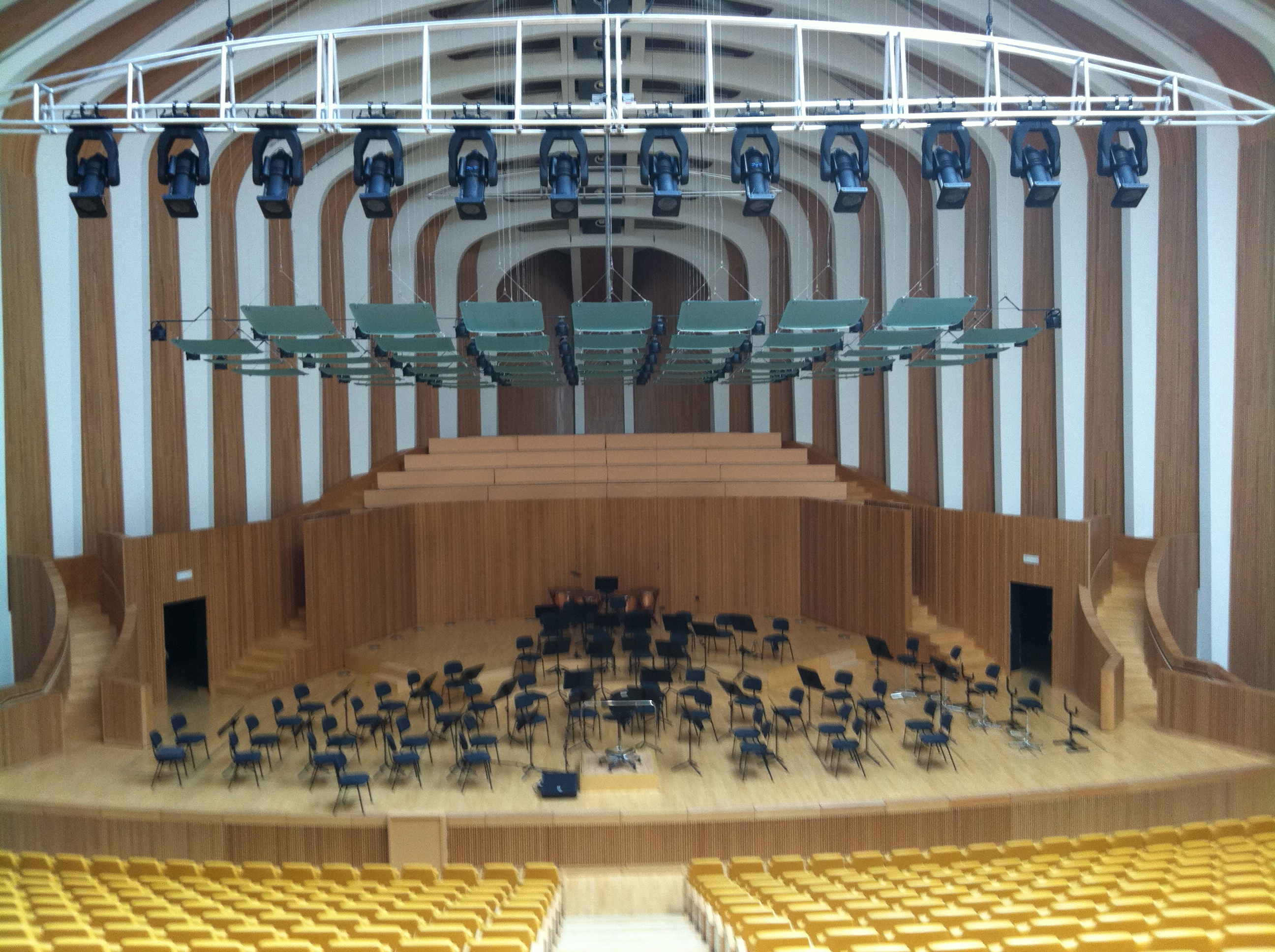
발렌시아 캠퍼스 내부 #3
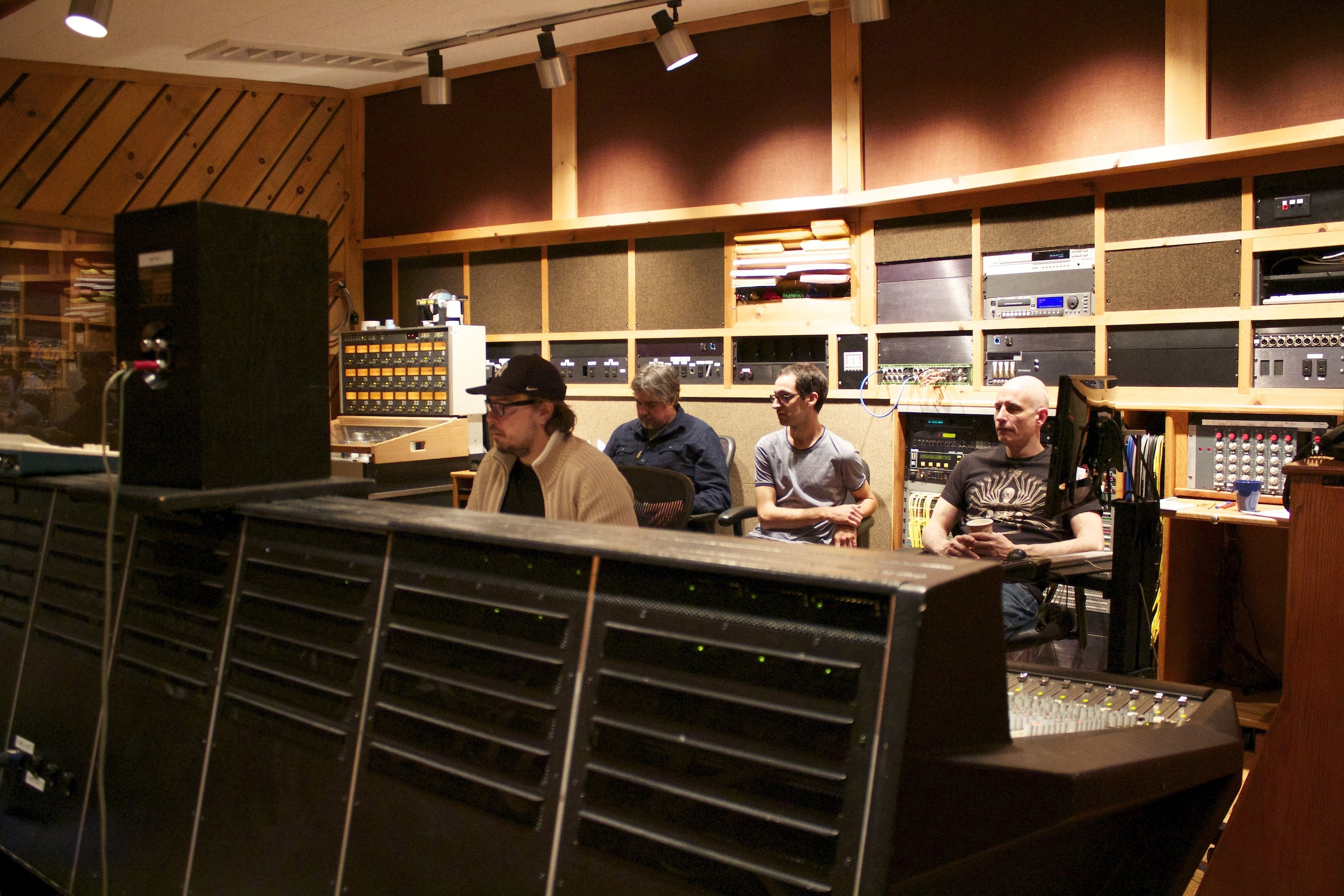
버클리 음대 뉴욕 캠퍼스 스튜디오 #1
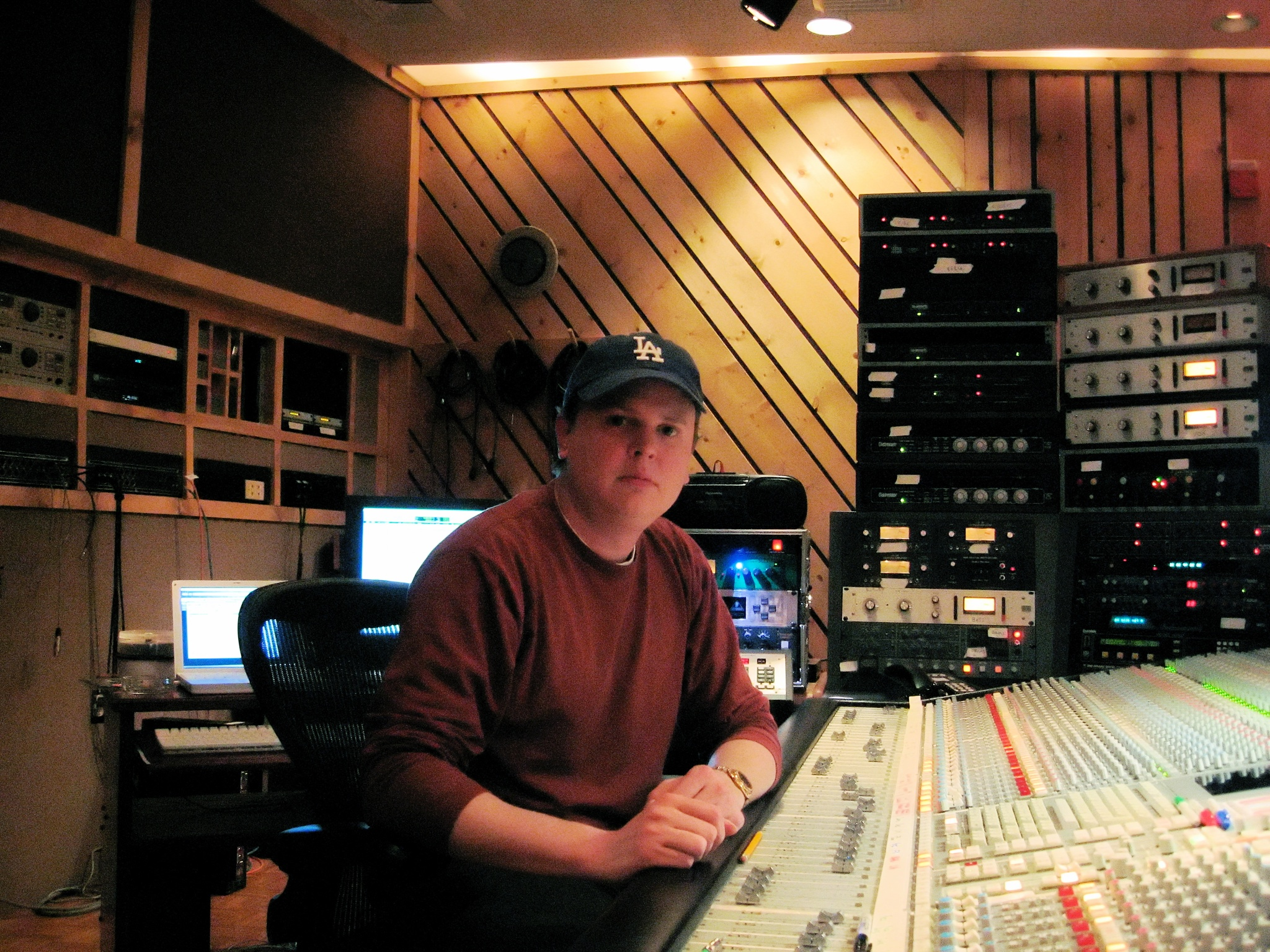
버클리 음대 뉴욕 캠퍼스 스튜디오 #2
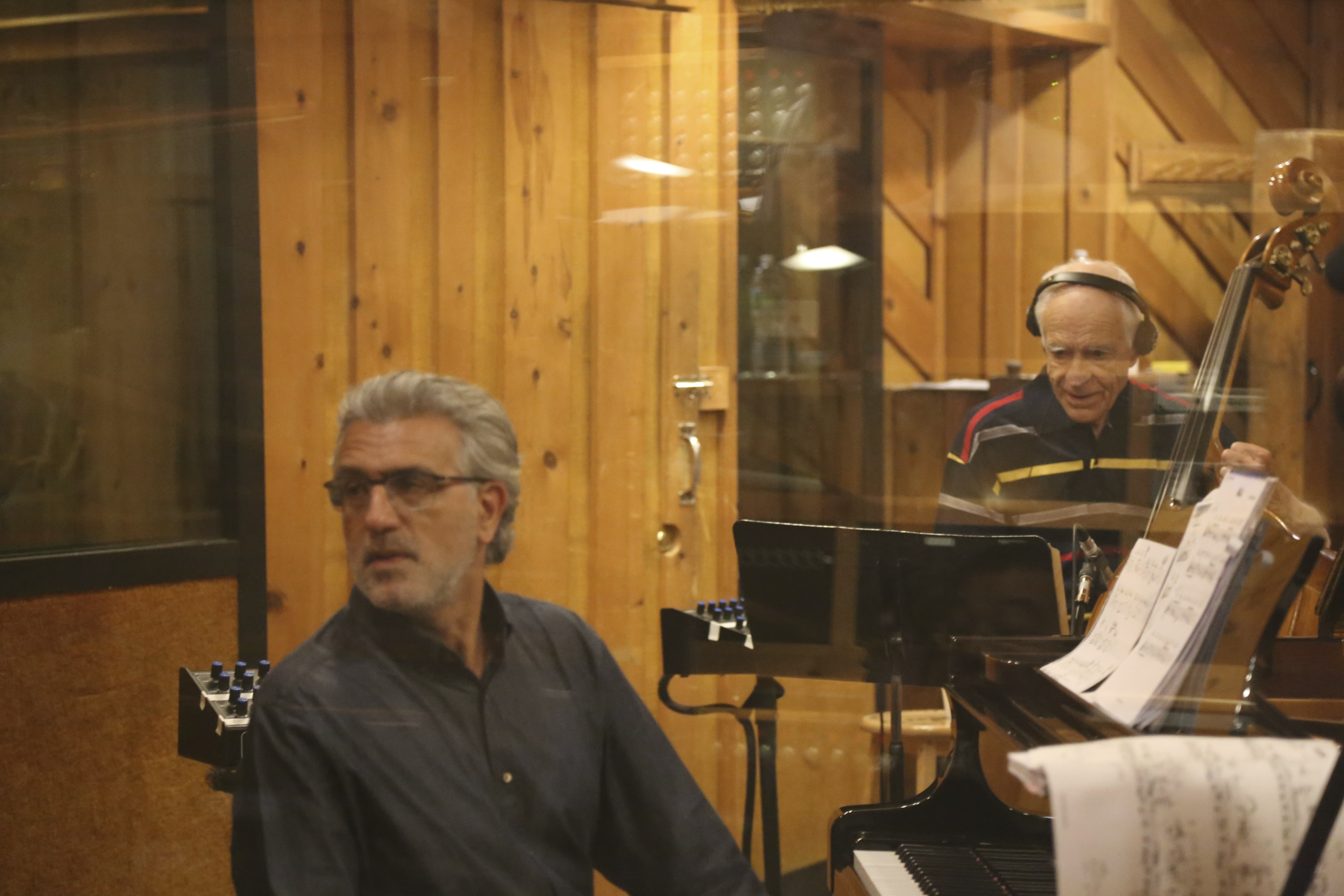
버클리 음대 뉴욕 캠퍼스 스튜디오 #3
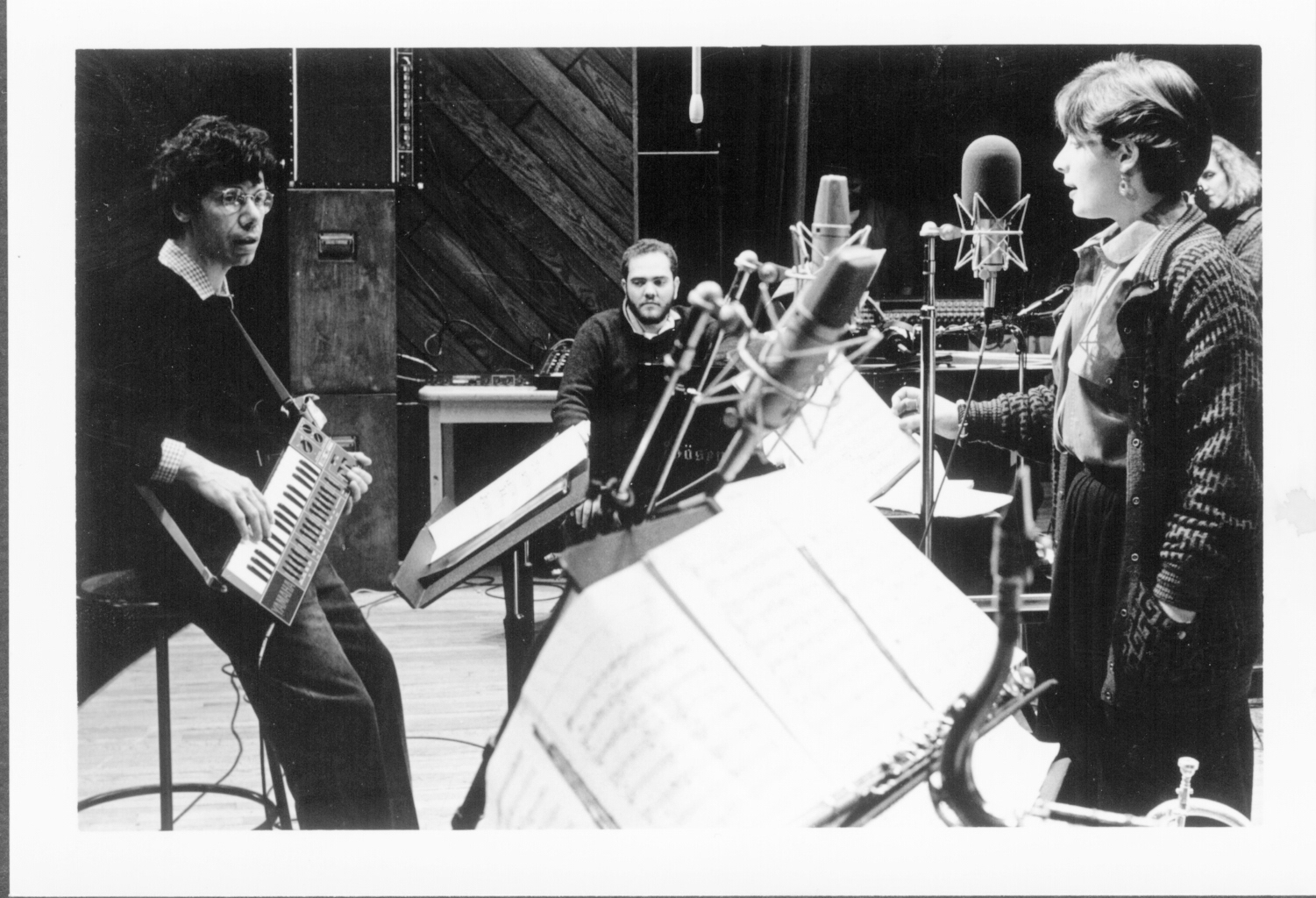
버클리 음대를 방문한 칙 코리아 (1984년)
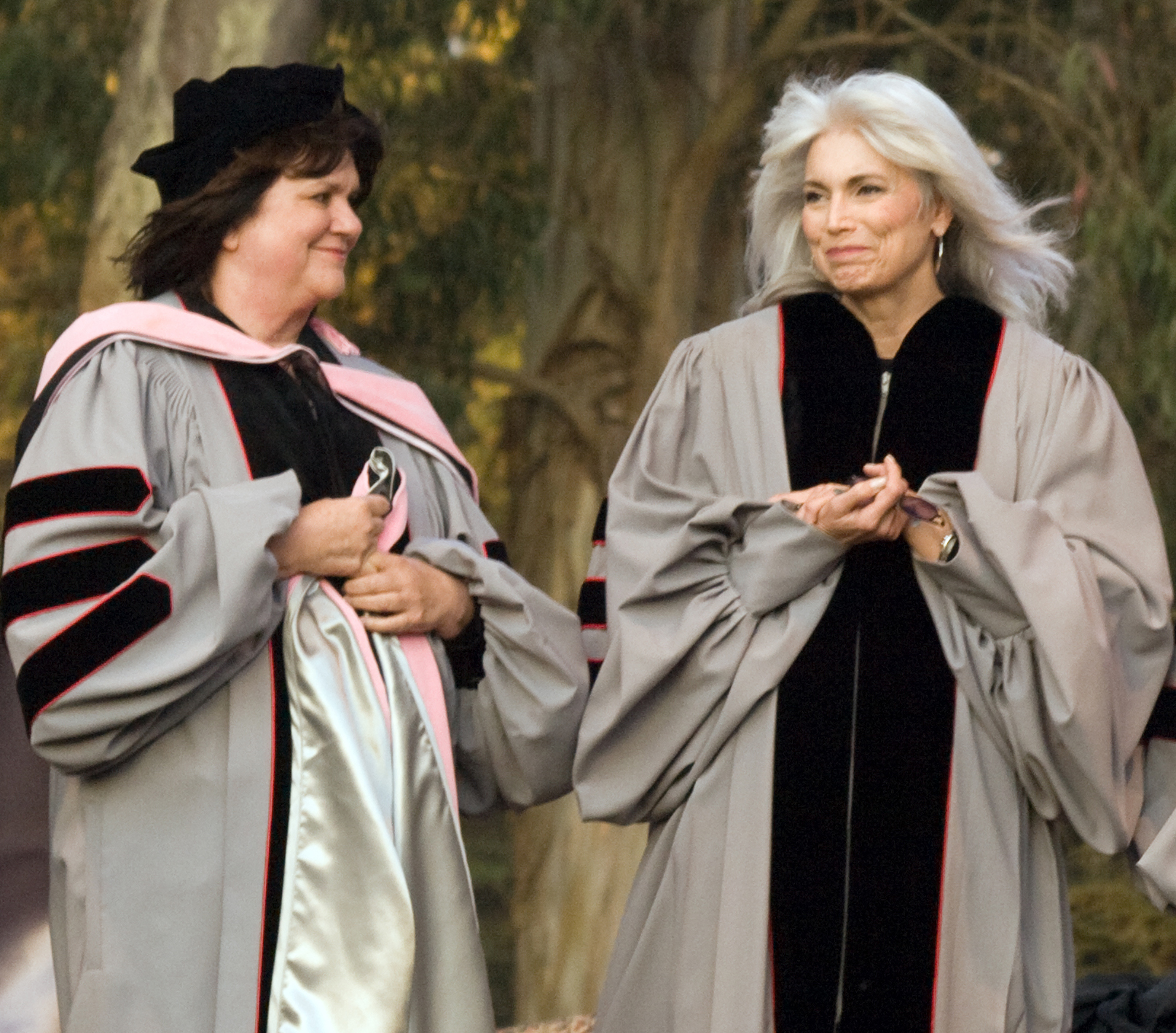
린다 론스태트의 명예박사 학위 수여식 (2009년)

## 같이 보기
- 캘리포니아 대학교 버클리